# Römische Armee in der Pax Romana
Die römische Armee während der Pax Romana (27 v. Chr. – 180 n. Chr.) war eine hoch organisierte und professionelle Streitmacht, die eine zentrale Rolle bei der Aufrechterhaltung der Stabilität und Expansion des Römischen Reiches spielte. Diese als „Römischer Friede“ bezeichnete Periode markierte eine Ära relativer Ruhe und des Wohlstands im gesamten Reich, die durch die Fähigkeit der Armee begünstigt wurde, Bedrohungen von außen abzuwehren, interne Aufstände zu unterdrücken und die römische Autorität in den riesigen Provinzen durchzusetzen. Die Armee war in Legionen, Hilfstruppen und Seestreitkräfte gegliedert, wobei die Soldaten sowohl aus römischen Bürgern als auch aus Nichtbürgern bestanden.
Im Zuge der von Augustus eingeleiteten Reformen wurde das römische Militär zu einem stehenden Heer mit standardisierter Rekrutierung, Ausbildung und Ausrüstung sowie festen Dienstzeiten und regelmäßiger Bezahlung. Die Legionen, die sich aus schwerer Infanterie zusammensetzten, bildeten das Rückgrat der Armee, während Hilfstruppen spezialisierte Aufgaben übernahmen, wie etwa Kavallerie, Bogenschützen und Pioniere. Diese Truppen sicherten nicht nur die Grenzen des Reiches, sondern trugen auch zur Entwicklung der Infrastruktur bei, indem sie Straßen, Brücken und Befestigungen bauten, die das wirtschaftliche Wachstum und die kulturelle Integration förderten.
Während der Pax Romana erreichte die römische Armee ihren Höhepunkt in Bezug auf Organisation, Disziplin und Effektivität und sicherte die Vorherrschaft des Reiches über ein riesiges Gebiet, das sich von Britannien bis zum Nahen Osten und von Rhein und Donau bis nach Nordafrika erstreckte. Die Präsenz der Armee trug dazu bei, in den von ihr geschützten Provinzen ein dauerhaftes Erbe an römischem Recht, Kultur und Infrastruktur zu schaffen.

## Führung, Kontrolle und Organisation
Der römische Kaiser war der alleinige Imperator (Oberbefehlshaber). Er befehligte seine Truppen über die Legati Augusti pro praetore, die entweder als General oder als Statthalter einer kaiserlichen Provinz dienten.

### Legion
Die Legionen waren die wichtigste Streitmacht während der Pax Romana. Jede Legion hatte eine feste numerische Bezeichnung. Aufgrund der früheren Bürgerkriege wurden diese jedoch manchmal dupliziert, so dass jede Legion einen individuellen Namen hatte. Diese Namen konnten vom Namen der Provinz, in der sie ursprünglich stationiert war, vom dynastischen Namen eines Kaisers, von einem Gott, von einem Aspekt ihres erworbenen Ansehens, von ihrer Aufstellung als „Zwilling“ einer früheren Legion oder von einem sichtbaren Ausrüstungsgegenstand abgeleitet sein.
Die Legionen operierten nicht immer als vollständige Formationen. Vorübergehende Einsatztruppen, so genannte vexillationes (abgeleitet von vexillum, was „Fahne“ bedeutet), wurden häufig ad hoc zusammengestellt, indem Truppen aus den Legionen abkommandiert wurden, um bestimmte Krisen zu bewältigen oder Offensivmissionen zu übernehmen. Diese Abteilungen umfassten oft Hilfstruppen und variierten in ihrer Größe, aber eine typische Einheit konnte aus etwa 1.000 Infanteristen und 500 Reitern bestehen. Von 13 v. Chr. bis zur Mitte des 1. Jahrhunderts n. Chr. wurden Legionsveteranen nach 16 Dienstjahren in eine Einheit namens vexillum veteranorum versetzt. Sie dienten weitere vier Jahre in dieser Einheit, die etwa 500 Mann stark war und über eigene Offiziere verfügte. Diese Einheiten konnten an ihre Stammlegion angegliedert oder unabhängig eingesetzt werden. Unter Kaiser Vespasian wurde die Gesamtdienstzeit der Legionäre auf 25 Jahre verlängert.
Die interne Organisation einer Legion unterlag zwar im Laufe der Zeit oder zwischen verschiedenen Legionen geringfügigen Schwankungen, war aber im Allgemeinen einheitlich strukturiert. Die Infanteriestärke einer Legion lag zwischen 4.800 und 6.200 Legionssoldaten (milites legionis). Jede Legion war in Zenturien (Hundertschaften) unterteilt, die in der Regel aus 80, manchmal aber auch aus 100 Mann bestanden. Jede Hundertschaft wurde von einem Centurio befehligt, dem untergeordnete Offiziere zur Seite standen, darunter der Standartenträger oder der Adlerträger in der Hundertschaft der ersten Kohorte, der Optio (Stellvertreter des Centurio), die Trompeter (cornicen und bucinator) und der Wachoffizier (tesserarius).
Innerhalb der Legion gab es spezialisierte Funktionen wie den custos armorum (zuständig für die Instandhaltung der Ausrüstung) und den beneficiarius (ein Soldat oder Unteroffizier, der vom Kassernendienst befreit war und oft als Leibwächter diente oder besondere Aufgaben übernahm). Die aus dem Konsulat stammenden Bezeichnungen antesignani („vor der Standarte“) und postsignani („hinter der Standarte“) tauchen auch in der Kaiserzeit in den Quellen auf und bezeichnen ausgewählte Männer, die vor oder hinter der Standarte kämpfen.

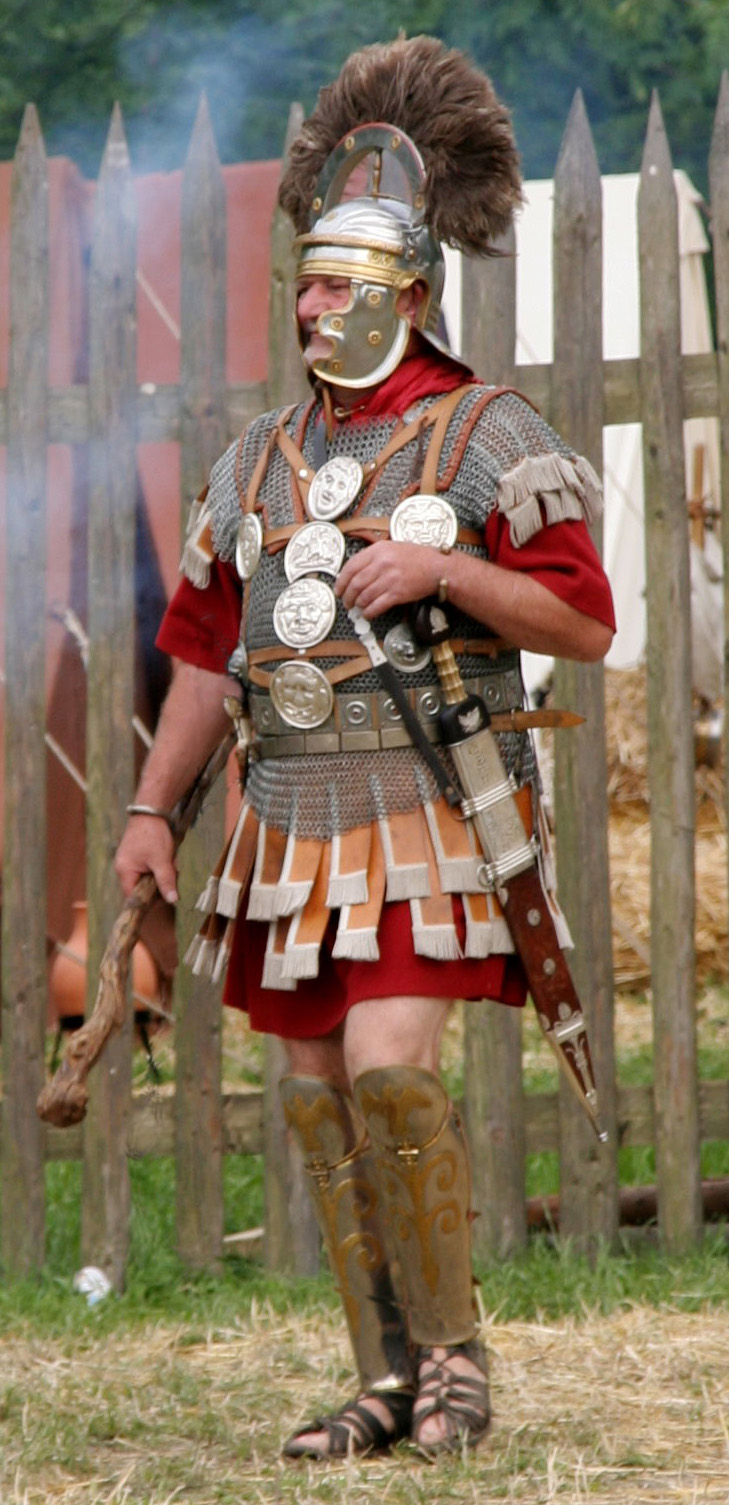
Reenactment eines römischen Zenturios im Jahr 70 nach Christus.

Sechs Hundertschaften bildeten eine Kohorte, ein Bataillon von 480–600 Mann. Kohorten konnten auch in drei Manipuli unterteilt werden, die jeweils aus zwei Hundertschaften bestanden und 160–200 Mann umfassten. Eine Legion bestand in der Regel aus zehn Kohorten, doch ab der flavischen Zeit war die erste Kohorte doppelt so groß wie die anderen, nämlich 800–1.000 Mann, die in fünf doppelt so großen Hundertschaften organisiert waren. Diese Kohorte wurde vom primus pilus („erster Speer“), dem ranghöchsten Zenturio der Legion, angeführt. Im späten 1. Jahrhundert n. Chr. befehligte jedoch der tribunus laticlavius, ein junger Aristokrat aus einer senatorischen Familie, die erste Kohorte. Dieser Tribun war einer von sechs Tribunen, die dem Legionärskommandanten vor allem in administrativen Aufgaben zur Seite standen; die anderen fünf waren tribuni augusticlavi, die aus der sozialen Schicht der Ritter stammten. Das Amt des Legionskommandeurs wurde, außer in Ägypten, vom Legionslegaten bekleidet, einem Mann von senatorischem Rang Mitte dreißig, der bereits das Prätorat in Rom innegehabt hatte. In Provinzen, in denen es nur eine Legion gab, wurden die Ämter des Legionslegaten und des Provinzstatthalters kombiniert. Der Legat hatte eine Amtszeit von drei Jahren und wurde, wenn er verheiratet war, normalerweise von seiner Familie begleitet. Da ein Mann, der sein erstes oder einziges Legionskommando innehatte, wenig direkte Erfahrung in militärischen Angelegenheiten hatte, war er in hohem Maße auf den Rat und die Erfahrung des ranghöchsten Zenturios (primus pilus) angewiesen.
Unterhalb des Legaten war der Lagerpräfekt (praefectus castrorum), in der Regel ein ehemaliger primus pilus, der Offizier mit der größten militärischen Erfahrung. Der Lagerpräfekt überwachte alle praktischen Aspekte der Legionsoperationen und übernahm das Kommando in Abwesenheit des Legaten oder des obersten Tribuns. Theoretisch wurden sie nicht für einzelne Legionen, sondern für bestimmte Legionsstützpunkte ernannt, so dass es bei einer gemeinsamen Brigade von zwei Legionen nur einen Lagerpräfekten gab. Zu jeder Legion gehörte auch eine Kavallerieeinheit von etwa 120 Mann, die hauptsächlich für Aufklärungs- und Kurierdienste eingesetzt wurde. Diese Kavalleristen waren in vier Schwadronen (turmae) zu je 32 Mann unterteilt, wobei jede turma von einem Decurio befehligt wurde. Zusätzlich wurde jede Kohorte der Legion von etwa 120 Dienern (calones) unterstützt.

### Prätorianergarde

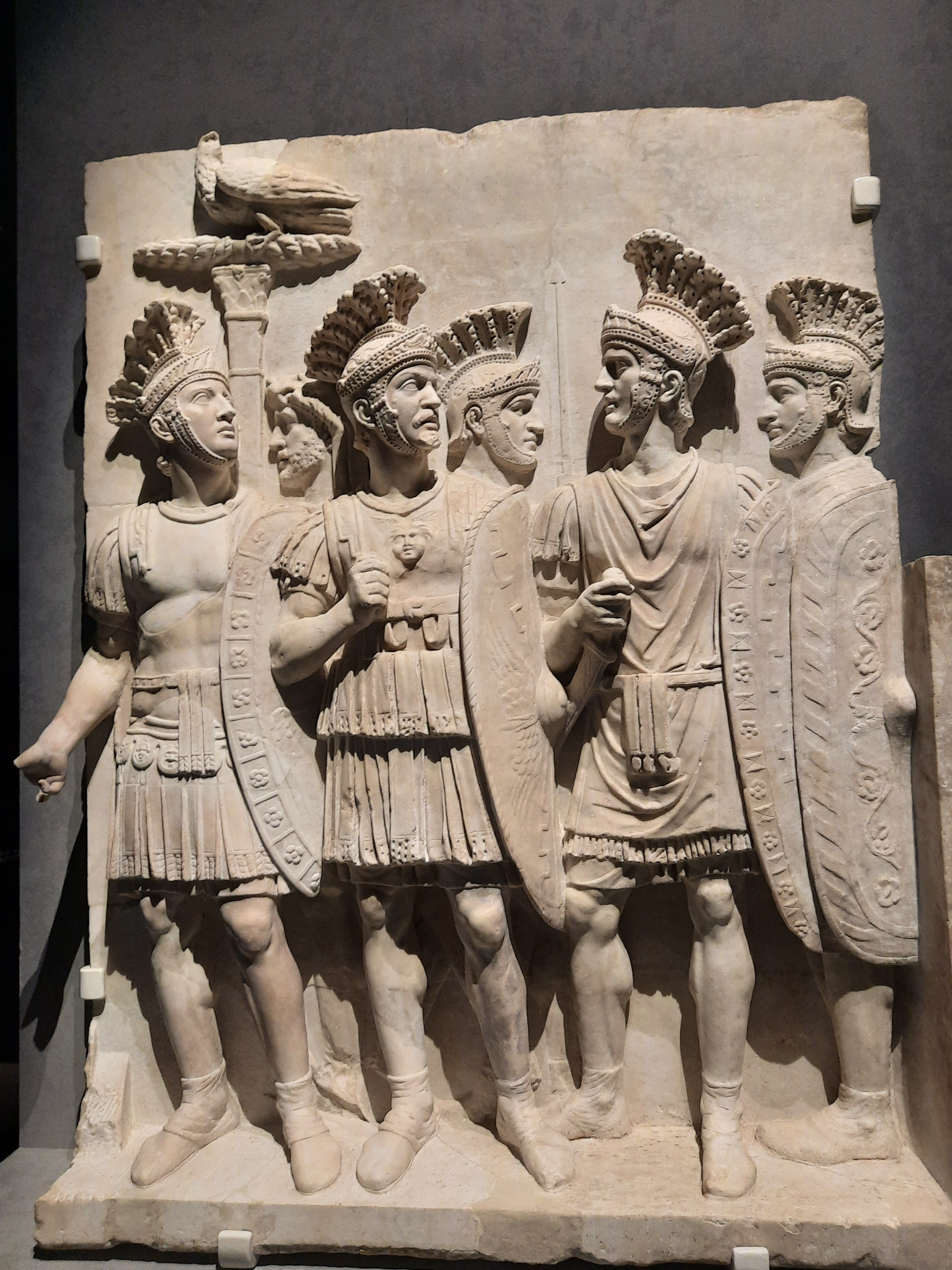
Dieses Relief stellt sechs Prätorianer in Paraderüstung dar. Es stammt von einem Triumphbogen in Rom, der an die Eroberung von Britannien durch Claudius erinnerte.

Die Prätorianergarde diente als Leibwache des Kaisers. Die Prätorianergarde wurde aus angesehenen Familien in den mittelitalienischen Regionen Latium, Etrurien und Umbrien rekrutiert, während der Herrschaft des Augustus auch aus Norditalien. Im Laufe des ersten Jahrhunderts n. Chr. wurden auch Provinziale aus entfernten Regionen wie Thrakien, Pannonien und Germania superior in die Kohorten aufgenommen. Ähnlich wie die Legionäre mussten auch die Prätorianer- ob milites (Infanteristen), equites (Reiter) oder speculatores (Elitetruppen) – römische Bürger sein. Herodian zufolge mussten Prätorianer groß sein. Er beschreibt sie als megistoi, ein griechisches Wort, das „der Größte“ oder „der Größte“ (körperlich) bedeutet. Die Rekruten traten in der Regel im Alter zwischen 17 und 20 Jahren in den Dienst ein. Nachdem Augustus im Jahr 13 v. Chr. die Dauer des Prätorianerdienstes auf 12 Jahre festgesetzt hatte, wurde diese 18 Jahre später auf 16 Jahre erhöht. Dennoch sind Beispiele für Prätorianer, die nach 16 Jahren in den Ruhestand treten, selten, selbst in der augusteischen Zeit oder in der Regierungszeit seines Nachfolgers Tiberius (14–37 n. Chr.). Unter Augustus gab es neun Prätorianerkohorten mit jeweils 500 Mann. Diese Zahl wurde wahrscheinlich von Caligula auf zwölf erhöht, und Vitellius rekrutierte in der Panik des Bürgerkriegs sechzehn aus seinen loyalen Legionen, aber Vespasian reduzierte die Zahl noch einmal auf neun und die Stärke auf je 500.

### Cohortes Urbanae
Die cohortes urbanae waren eine spezialisierte paramilitärische Truppe, die in erster Linie für die Aufrechterhaltung der öffentlichen Ordnung und Sicherheit in der Stadt Rom und anderen großen städtischen Zentren des Römischen Reiches zuständig war. Sie wurden von Kaiser Augustus im späten 1. Jahrhundert v. Chr. im Rahmen seiner Bemühungen um eine Reform und Zentralisierung des römischen Militär- und Verwaltungssystems aufgestellt. Die cohortes urbanae unterschieden sich sowohl von den regulären Legionen der Armee als auch von der Prätorianergarde und nahmen eine einzigartige Rolle als städtische Friedenstruppe ein.

### Kavallerie
Die römische schwere Kavallerie während der pax romana bestand aus einer Mischung von Einheiten, die sich sowohl aus römischen Bürgern als auch aus Hilfstruppen rekrutierten, die aus verbündeten oder unterworfenen Völkern stammten. Zu den wichtigsten Einheiten der schweren Kavallerie gehörten: Hilfskavallerieeinheiten (Alae), Legionskavallerie (Equites Legionis) und gepanzerte Reiter (Equites Cataphractarii). Wie bei den Infanteriekohorten gab es zwei Größen von ala, die ala quingenaria (500 Mann) und die ala milliaria (1000 Mann). Jede ala quingenaria bestand aus sechzehn Schwadronen von 30 Mann. Die ala milliaria bestand aus vierundzwanzig turmae, die ebenfalls 30 Mann umfassten. Die turmae waren, wie die Hundertschaften, in contubernia unterteilt, wobei deren genaue Größe jedoch nicht bekannt ist. Eine ala wurde von einem Praefectus Alae befehligt. Bei diesem Offizier handelte es sich häufig um einen römischen Bürger mit Ritterstatus und großer militärischer Erfahrung. Dem Praefectus untergeordnet waren der Decurio und sein Stellvertreter der Duplicarius, der für eine turma zuständig war.

### Immunes
Obwohl die römischen Soldaten für die meisten Spezialaufgaben wie den Brückenbau oder die Errichtung von Verteidigungsanlagen ausgebildet waren, gab es innerhalb des römischen Militärs auch spezialisierte Einheiten und Einzelpersonen, die speziell für bestimmte technische oder unterstützende Aufgaben ausgebildet und bestimmt waren. Diese als Immunes bezeichneten Spezialisten waren von ihren regulären Aufgaben wie dem Ausheben von Gräben oder dem Wachdienst befreit, so dass sie sich auf ihre besonderen Fähigkeiten konzentrieren konnten. Während der durchschnittliche römische Soldat im Rahmen seiner allgemeinen Ausbildung in der Lage war, Befestigungen, Belagerungsmaschinen oder Behelfsbrücken zu bauen, lieferten die Immunes das technische Wissen und die Aufsicht, die für komplexere Projekte erforderlich waren.
Zu der großen Gruppe der Immunes gehörten Pioniere (Architecti) und Handwerker (Fabri), die für fortgeschrittene Bauaufgaben wie den Bau von Brücken, Aquädukten und Festungsanlagen zuständig waren. Sie entwarfen auch Belagerungsmaschinen wie Ballisten, und Rammböcke für Belagerungen und bedienten sie. Ihr Fachwissen war für groß angelegte Bauprojekte, die über die Grundfertigkeiten der regulären Soldaten hinausgingen, unerlässlich. Vermessungsingenieure (Agrimensores), die mit der Vermessung und Planung von Baustellen, einschließlich Lagern, Straßen und Festungen, beauftragt waren. Sie benutzten Werkzeuge wie die Groma und Chorobates, um beim Ausrichten von Straßen oder beim Anlegen von Militärlagern Präzision zu gewährleisten. Artilleriespezialisten (Ballistarii), die die Belagerungsmaschinen der Armee, wie Katapulte und Ballisten, bedienten und warteten. Aufgrund ihrer Ausbildung waren sie in der Lage, die Flugbahnen zu berechnen und das ordnungsgemäße Funktionieren der Maschinen im Kampf zu gewährleisten. Außerdem gab es Schmiede (Ferrarii) und Waffenschmiede (Armorum Custodes), Schiffsbauer und Matrosen (Classiarii), Beamte (Beneficiarii) und Verwalter (Librarii), Tierpfleger (Muliones) und medizinisches Personal (Medici).

### Auxilia
Die Hilfsinfanterieregimenter wurden ebenfalls als Kohorten bezeichnet und waren analog zu den Kohorten organisiert, die die Legionen bildeten. Die meisten dieser Regimenter (cohortes quingenaria) bestanden aus sechs Hundertschaften zu je 80 Mann, also insgesamt 480 Mann. Einige Regimenter (cohortes milliaria) bestanden jedoch aus zehn Hundertschaften zu je 80 Mann, so dass sich eine Gesamtzahl von 800 ergab, was den fünf doppelt so starken Hundertschaften der ersten Kohorte der Legion entsprach. Wie die Legionärshundertschaften waren auch die Hilfshundertschaften in Contubernia zu je 8 Mann unterteilt. Die Auxiliareinheiten wurden in der Regel von Männern im Rang eines Ritters befehligt, auch wenn an ihrer Stelle manchmal von den Legionen abgeordnete Zenturios eingesetzt wurden. Die cohortes quingenariae wurden von einem praefectus befehligt, während die cohortes milliariae unter dem Kommando eines Tribuns standen. Die Zenturios standen unter dem Oberbefehl des Präfekten oder Tribuns, der für die einzelnen Hilfstruppen zuständig war.

### Cohors Equitata
Die cohortes equitatae waren eine Art gemischte Hilfstruppe in der römischen Armee, die Infanterie (pedites) und Kavallerie (equites) in einer einzigen Formation vereinte. Im Gegensatz zu den Legionen, die ausschließlich aus schwer bewaffneter römischer Infanterie bestanden, sollten die cohortes equitatae größere taktische Flexibilität bieten, indem sie die Stärken von Infanterie und Kavallerie in einer einzigen Einheit kombinierten. Eine standardmäßige cohors equitata war in der Regel in zwei Haupttypen aufgeteilt:
- Cohors equitata quingenaria: Diese kleinere Einheit bestand aus etwa 500 Mann, die sich aufteilten in:
  - 380 Infanteristen.
  - 120 Kavallerie, gewöhnlich in vier Turmae unterteilt.

- Cohors equitata milliaria: Diese größere Einheit umfasste etwa 1.000 Mann, aufgeteilt in:
  - 760 Infanterie.
  - 240 Kavallerie, eingeteil in acht Turmae.

Innerhalb dieser Einheiten arbeiteten Kavallerie und Infanterie eng zusammen, wobei jede Gruppe bei Operationen ergänzende Aufgaben übernahm. Die cohortes equitatae waren vielseitige Einheiten, die aufgrund ihrer kombinierten Waffenstruktur eine Vielzahl von Aufgaben erfüllen konnten. Diese Einheiten waren häufig in Grenzprovinzen stationiert, wo sie eine Schlüsselrolle bei der Sicherung der Grenzen gegen Überfälle und Einfälle spielten. Sie eigneten sich gut für Patrouillen in weitläufigem und abwechslungsreichem Gelände wie Wäldern, Bergen oder Wüsten, wo eine Mischung aus Infanterie und Kavallerie erforderlich war.
Die Reiterei der cohortes equitatae wurde zum Auskundschaften und Sammeln von Informationen sowie zum Bedrängen feindlicher Truppen bei Scharmützeln eingesetzt. Dank ihrer Mobilität konnten sie fliehende Feinde verfolgen oder während der Kämpfe die Flanken des Gegners angreifen. Die Kombination dieser Einheiten bedeutete, dass sie schnell auf Bedrohungen reagieren konnten. Die Kavallerie konnte feindliche Truppen angreifen oder aufhalten, während die Infanterie für die nötige Ausdauer sorgte, um Boden zu halten oder Schlüsselpositionen zu verstärken. Cohortes equitatae waren häufig mit der Eskorte von Konvois, der Bewachung von Versorgungslinien und der Aufrechterhaltung der Ordnung in den Provinzen betraut. Aufgrund ihrer Mobilität und Anpassungsfähigkeit waren sie für die Friedenssicherung und die Durchsetzung der Gesetze geeignet. Bei größeren Feldzügen unterstützten diese Einheiten oft die Legionen. Die Kavallerie kundschaftete die Umgebung aus, schirmte die Hauptstreitkräfte ab oder verfolgte fliehende Feinde, während die Infanterie als leichte oder mittlere Truppen die römische Kampflinie bei Bedarf verstärkte.

### Marine
Traditionell wurde die römische Marine als eine untergeordnete militärische Kraft betrachtet, die unter dem Kommando und der Aufsicht des Heeres operierte. Die Flotten standen in der Regel unter dem Kommando eines Praefectus, während ein Geschwader von einem Navachus befehligt wurde. Ein einzelnes Schiff stand unter dem Kommando eines Trierarchus, wobei die genaue Beziehung zwischen letzterem und dem Zenturio des Schiffes unklar ist. Die Besatzung eines Kriegsschiffes bestand in der Regel aus einem Kontingent von Marinesoldaten (milites classiarii), bewaffneten Matrosen (nautae) – den Seeleuten, die für die technischen Aufgaben der Schiffsführung zuständig, aber nicht vom Kampf ausgeschlossen waren – und Ruderern (remiges). Ähnlich wie in der Armee unterstand die Hundertschaft des Schiffes dem Befehl eines Zenturios, dessen Stellvertreter ein Optio war. Darüber hinaus war ein Benefiziarius für einen kleinen Verwaltungsstab zuständig.

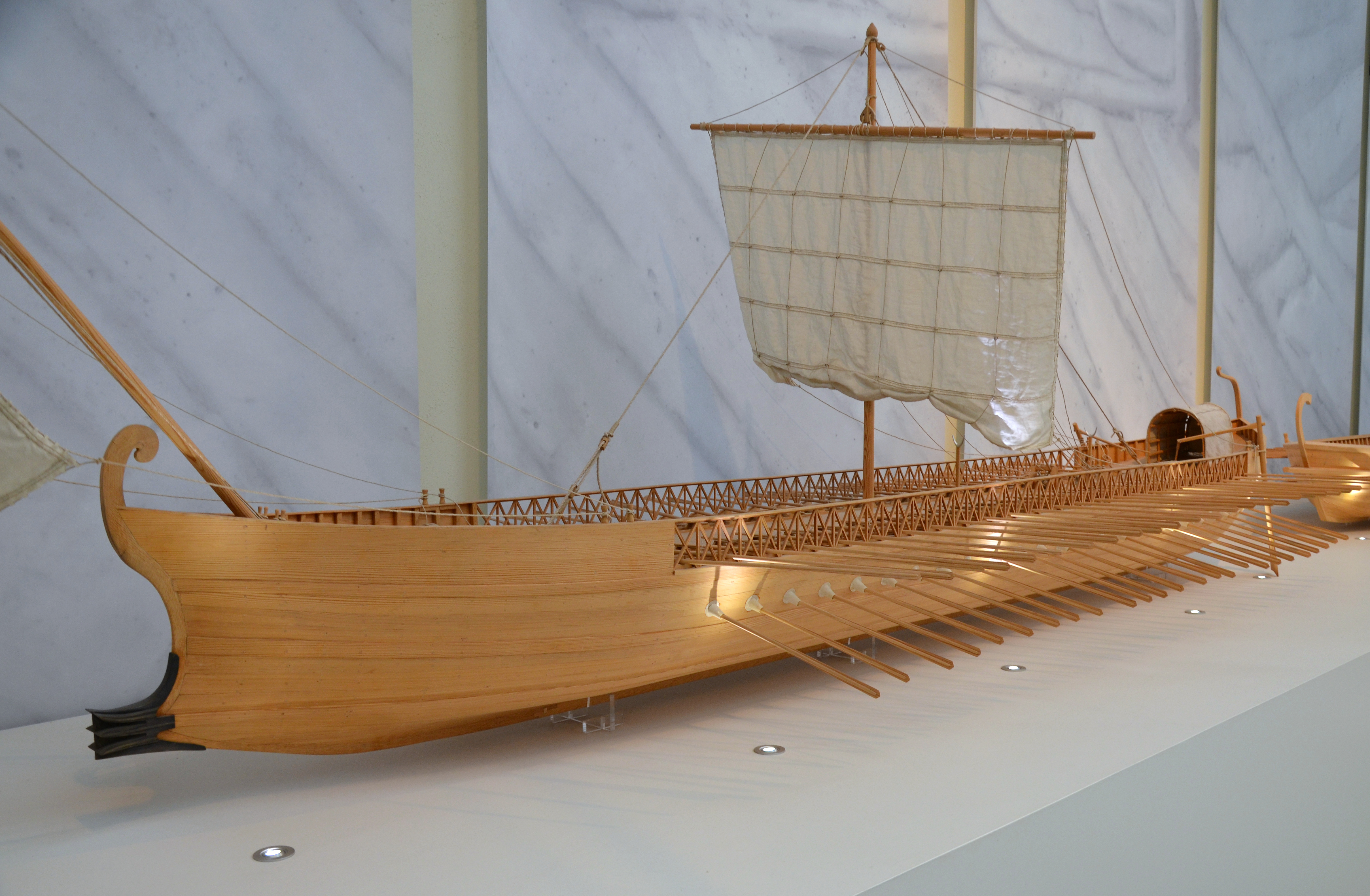
Modell einer Quadrireme nach einem Graffito aus Alba Fucens in Italien, Mitte des 1. Jahrhunderts nn Chr. im Museum für Antike Schiffahrt, in Mainz

In der Regierungszeit von Augustus und Tiberius waren die Schiffsbesatzungen und -kommandanten mit der familia imperatoris verbunden, wobei ihre militärische Struktur noch im Entstehen begriffen war. Erst unter Claudius wurden die Seestreitkräfte einer regelmäßigeren Aufstellung unterzogen. Die ranghöchsten Positionen waren die Befehlshaber der beiden großen italischen Flotten, die praefecti im Rang eines Ritters, die direkt dem Kaiser unterstellt waren. Die Unterpräfekten, die ebenfalls oft den Rang eines Ritters hatten und über eine gewisse militärische Erfahrung verfügten, wenn auch nicht unbedingt in der Seefahrt, waren ihre direkten Untergebenen. Die praefecti der Provinzflotten hatten einen niedrigeren Rang als ihre Pendants in den italienischen Flotten. Darüber hinaus waren abkommandierte Kommandos, auch vexillationes genannt, ein wesentlicher Bestandteil einer Flotte. Diese unterstanden dem direkten Befehl eines Praepositus, der vom Flottenpräfekten ernannt wurde.
Traditionell stammten die Seeleute aus den unteren Gesellschaftsschichten, oft waren es freie Männer oder Peregrini. Die Dauer des Dienstes betrug sechsundzwanzig Jahre und war damit ein Jahr länger als die der Hilfstruppen. Dies deutet darauf hin, dass die Flotte als ein etwas minderwertigerer Dienst angesehen wurde. Bei der Entlassung wurde die Staatsbürgerschaft als Belohnung verliehen. In Ausnahmefällen konnten ganze Mannschaften in Anerkennung besonderer Tapferkeit sofort vom Dienst befreit werden. Außerdem gab es Fälle, in denen Einzelpersonen nach ihrer Entlassung in die Legion aufgenommen wurden. Im Gegensatz zum Heer konnten Marineoffiziere bis zur Änderung des Systems durch Antoninus Pius keine Beförderung in eine andere Abteilung anstreben.

## Rekrutierung und Ausbildung

### Infanterie
Die Rekrutierung erfolgte durch einen streng geregelten Prozess. Die wichtigsten Voraussetzungen für die Aufnahme waren gesunde körperliche Verfassung und eine Mindestgröße von sechs römischen Fuß (entspricht etwa 180 cm). Potenzielle Rekruten durchliefen eine gründliche medizinische Untersuchung. Während der frühen Kaiserzeit gab es kaum Schwierigkeiten, genügend Rekruten zu finden, insbesondere in Grenzgebieten, wo robuste und mutige junge Männer leicht verfügbar waren. Der erste Schritt im Rekrutierungsprozess bestand darin, den rechtlichen Status des Rekruten festzustellen, da für den Dienst in den Legionen die volle römische Bürgerschaft erforderlich war. In Grenzregionen stellte dies manchmal eine Herausforderung dar, die jedoch dadurch gelöst wurde, dass Rekruten sofort die römische Staatsbürgerschaft verliehen wurde, wobei castris (das Lager) als ihr Geburtsort verzeichnet wurde. Bevor sie offiziell den Legionen beitraten, mussten die Rekruten einen Prozess durchlaufen, bei dem alle besonderen Merkmale dokumentiert, rechtliche Formalitäten abgeschlossen und eine Reihe von Fitnessprüfungen durchgeführt wurden. Sobald sie als tauglich eingestuft wurden, mussten sie das sacramentum (den Treueeid) leisten.
Der Eid wurde typischerweise in Gruppen abgelegt. Ein Rekrut wurde ausgewählt, um mit erhobener Hand und offener Handfläche den vollständigen Schwur zu sprechen. Dabei schwor er, dem Kaiser und seinen ernannten Vertretern zu dienen, alle Befehle bis zum Tode zu befolgen und die harten Strafen für Desertion und Ungehorsam zu akzeptieren. Die übrigen Rekruten leisteten anschließend den Eid einzeln, indem sie ihre Hände erhoben und erklärten: idem in me („Dasselbe gilt für mich“). Nach diesem Ritual wurde der Rekrut offiziell als Legionär anerkannt, der dem Kaiser diente, und erhielt sein Reisegeld (viaticum), um zu der Einheit zu reisen, der er zugeteilt war. Damit endete seine Probezeit (probatio).
Das Training für neue Rekruten war intensiv und umfassend. Das anfängliche Ausbildungsprogramm konzentrierte sich hauptsächlich auf die Entwicklung körperlicher Fitness und die Vermittlung von Disziplin. Eine zentrale Rolle spielte das Training in geschlossenen Formationen, bei dem die Soldaten lernten, im Gleichschritt zu marschieren und eine kohäsive Formation aufrechtzuerhalten. Außerdem absolvierten sie ausgedehnte Märsche, um ihre körperliche Ausdauer zu steigern. Die Legionäre mussten 20 römische Meilen (28 km) in fünf Stunden im normalen Tempo zurücklegen, beladen mit einem etwa 20,5 kg schweren Gepäck. Im schnellen Marschtempo waren es 24 Meilen (35 km) in der gleichen Zeit. Zusätzlich wurde auf Laufen und Springen ein besonderer Schwerpunkt gelegt. Viele dieser Übungen wurden in voller Ausrüstung durchgeführt.
Nachdem die Rekruten die Fähigkeit erlangt hatten, in einem gleichmäßigen Rhythmus zu marschieren und die Befehle, die durch Trompetensignale und Standarten übermittelt wurden, zu befolgen, begannen sie mit einem intensiven Programm von Manövern. Verschiedene Formationen wurden geübt, darunter das hohle Karree, der Keil, der Kreis und die Schildkrötenformation (testudo), eine mobile Formation, die vollständig durch ein Dach und Wände aus Schilden geschützt war. Die Ausbildung umfasste zudem Fähigkeiten wie das Überwinden von Hindernissen, das Ausführen taktischer Manöver wie Angriffe und Rückzüge sowie das Anpassen von Formationen, um die Ablösung von kämpfenden Einheiten zu erleichtern und Überraschungsangriffe auszuführen.
Die Waffenausbildung basierte auf dem System der Gladiatorenschulen. Seine Waffen bestanden aus einem hölzernen Schwert und einem Korbschild, die beide den Standarddimensionen entsprachen, jedoch deutlich schwerer waren als die tatsächlichen Waffen. So stärkte der Rekrut durch die Übung der regulären Hiebe, Stöße und Paraden gleichzeitig seine Arme. Es wird angenommen, dass auch Pila (Wurfspeere) geworfen wurden, wobei der Pfosten als Ziel diente. Möglicherweise erhielten die Rekruten auch eine grundlegende Ausbildung im Umgang mit anderen Waffen wie Schleudern, Bögen und verschiedenen Arten von Artillerie.
Das Schwimmen wurde ebenfalls als essenziell angesehen. Die Rekruten übten den Waffengebrauch zunächst mit hölzernen Schwertern, die doppelt so schwer waren wie der gladius, um Kraft und Ausdauer zu entwickeln. Später wurden sie in Kampfübungen mit voller Rüstung und den grundlegenden Taktiken der Schlacht eingeführt. Die Ausbildung gipfelte in einer Demonstration ihrer Fähigkeiten vor hochrangigen Offizieren. Erst nach Bestehen dieser Bewertung wurden sie vollständig in die Reihen der Legion als kompetente Legionäre aufgenommen. Während der Herrschaft des Augustus betrug die Dienstzeit sechzehn Jahre, gefolgt von weiteren vier Jahren in der Reserve. Im Jahr 5 n. Chr. wurde die Dienstzeit auf mindestens zwanzig Jahre erhöht, mit zusätzlichen fünf Jahren in der Reserve.

### Kavallerie
Die Ausbildung der römischen Kavallerie war ein umfassender und strenger Prozess, bei dem sowohl Reiter als auch Pferde zunächst getrennt und dann gemeinsam unterrichtet wurden. Die Ausbildung sollte sicherstellen, dass sowohl die Soldaten als auch ihre Pferde auf die Anforderungen des Kampfes vorbereitet waren, einschließlich Reiten, Waffenhandhabung und Durchführung komplexer Manöver unter verschiedenen Bedingungen. Viele Rekruten in den Alae waren aufgrund ihrer Herkunft bereits erfahrene Reiter, insbesondere solche aus Regionen mit starker Reitertradition wie Gallien und Thrakien. Neu rekrutierte Kavalleristen, insbesondere solche, die aus der Infanterie aufgestiegen waren, mussten jedoch oft von Grund auf ausgebildet werden.
Die frühesten Übungen waren: Aufsteigen auf Holzpferde ohne jegliche Ausrüstung, um das Auf- und Absteigen von beiden Seiten zu üben. Anschließend wurde das Aufsitzen mit voller Bewaffnung geübt, manchmal auch auf laufende Pferde. Den Rekruten wurde zunächst die richtige Haltung und der korrekte Sitz auf dem Pferd beigebracht. Sobald die Rekruten das Sitzen und das grundlegende Reiten beherrschten, lernten sie, ihre Pferde mit Zügeln, Beinen und Sprachbefehlen zu kontrollieren. Die Pferde wurden separat ausgebildet, bevor sie einem Reiter zugewiesen wurden.

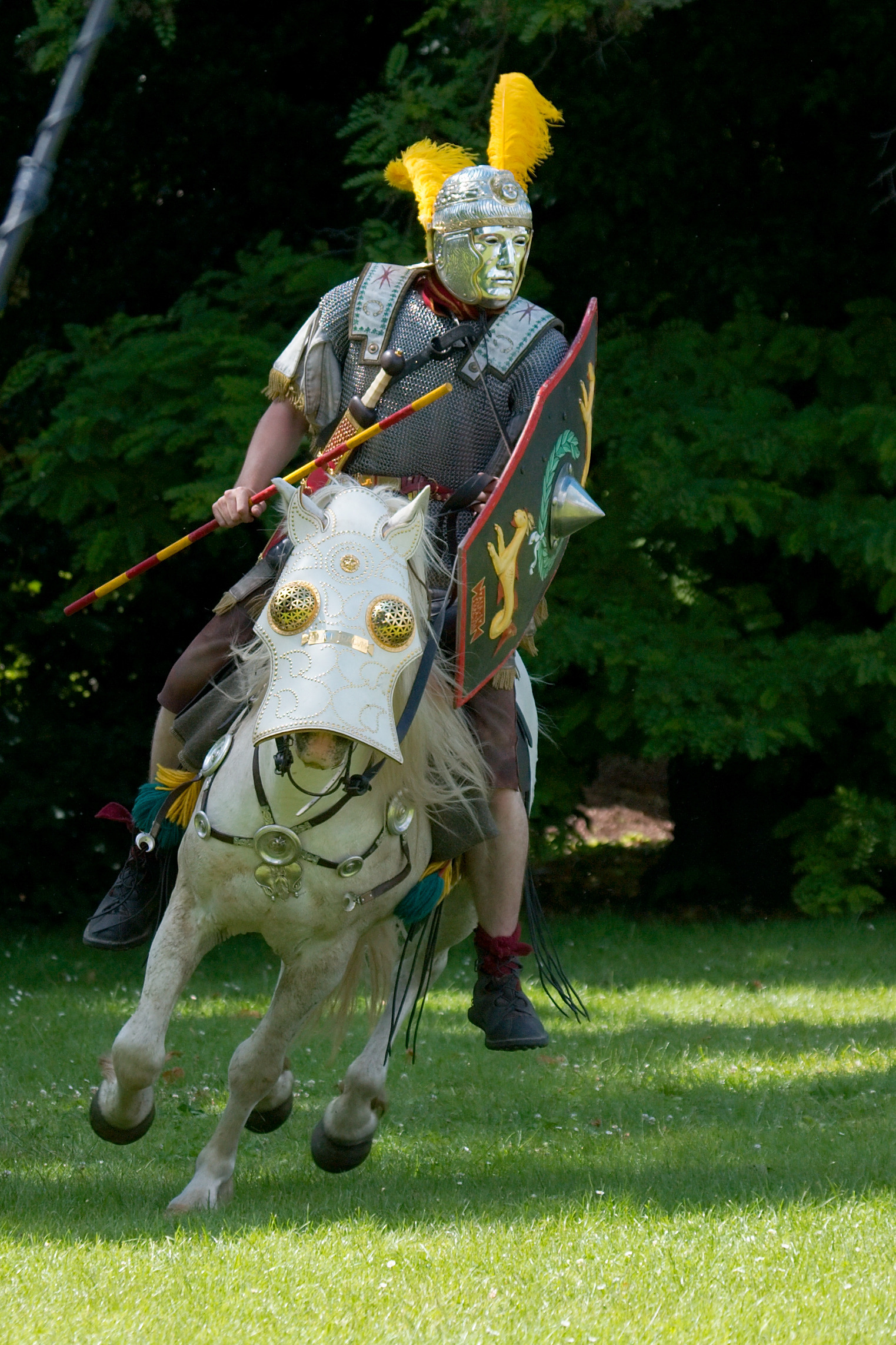
Römische Kavallerievorführung beim Römerfest 2008 in Carnuntum.

Die Erziehung begann im Alter von drei Jahren und wurde von erfahrenen Ausbildern durchgeführt, die das Pferd am langen Zügel führten und ihm Gehorsam und Disziplin beibrachten. Die Pferde wurden allmählich daran gewöhnt, Gewicht zu tragen, -einschließlich eines Reiters-, und wurden für Kampfmanöver wie scharfe Wendungen, plötzliche Stopps, schnelle Beschleunigungen und das Reiten in unwegsamem Gelände geschult. Die Pferde wurden auch einem „Kriegstraining“ unterzogen, um sich auf die körperlichen Herausforderungen des Kampfes vorzubereiten, z. B. das Springen über Gräben, das Überspringen von Mauern und das Galoppieren über Hügel. Sie wurden auf ihre Kraft, ihren Gehorsam und ihre Ausdauer geprüft. Sobald Pferd und Reiter aufeinander abgestimmt waren, wurde das Training intensiver um Koordination und Synchronisation zu entwickeln.
Die Kavalleristen lernten, mit voller Bewaffnung auf das Pferd zu steigen, manchmal auch mit gezogenem Schwert, selbst wenn sich das Pferd bewegte. In dieser Phase wurde mit dem Umgang mit Schwert und Speer sowie mit dem Werfen von Speeren vom Pferd aus begonnen. Die Rekruten übten die wichtigsten Kavalleriemanöver, darunter Wenden, Angreifen, Rückzug, Gegenangriff und Aufrechterhaltung der Formation in unterschiedlichem Terrain. Unter Kaiser Hadrian wurden zusätzliche Techniken von der keltischen und sarmatischen Kavallerie übernommen, wie z. B. Halb- und Vierteldrehungen sowie fortgeschrittene Fähigkeiten im Umgang mit Sperren.
Das Waffentraining war sowohl praktisch als auch wettkampfmäßig ausgerichtet. Die Reiter übten, im Galopp Speere auf Ziele zu werfen und sich gleichzeitig zu verteidigen. Die Kavalleristen wurden ermutigt, mit stumpfen Waffen Scheinkämpfe auszutragen, um reale Kampfbedingungen zu simulieren. So übten beispielsweise zwei Reiter eine Verfolgungsjagd, bei der der eine floh, während der andere ihn verfolgte und versuchte, ihn mit einem stumpfen Speer zu treffen. Pferde und Reiter unternahmen regelmäßiges „Zirkeltraining“, um ihre Kondition zu verbessern und sich an die verschiedenen Geländeformen anzupassen. Zur Routineausbildung gehörten dreimal im Monat lange Märsche von 20 Meilen, bei denen die Kavallerie Manöver übte.
Die fortgeschrittene Ausbildung gipfelte in den hippika gymnasia, den Kavalleriespielen, die sowohl der Ausbildung als auch der öffentlichen Demonstration dienten: Scheinangriffe und Verteidigungen zwischen zwei gegnerischen Kavallerieeinheiten. Präzisionsübungen, bei denen Speerattrappen im Galopp geworfen und Angriffe abgewehrt wurden. Demonstrationen außergewöhnlicher Fähigkeiten, wie das Abschießen von Pfeilen im Galopp oder das durchschwimmen von Flüssen unter Beibehaltung der Formation.

## Uniformen
Die Grundbekleidung eines römischen Soldaten bestand aus einer kurzen Wolltunika, die in der Regel bis über die Knie reichte und in natürlichen oder rötlich-braunen Farbtönen gefärbt war. Darunter trugen die Soldaten ein Unterkleid aus Leinen, das für mehr Komfort sorgte. Um die Taille wurde ein Ledergürtel (cingulum militare) getragen, der oft mit Metallnieten oder -platten verziert war und nicht nur die Tunika sicherte, sondern auch als Symbol der militärischen Identität diente. Am Gürtel waren Riemen oder Anhänger (balteus) befestigt, die oft auch dekorative Zwecke erfüllten. In kälteren Klimazonen, insbesondere in nördlichen Provinzen wie Britannien oder Germanien, trugen die Soldaten kurze Reithosen (bracae).

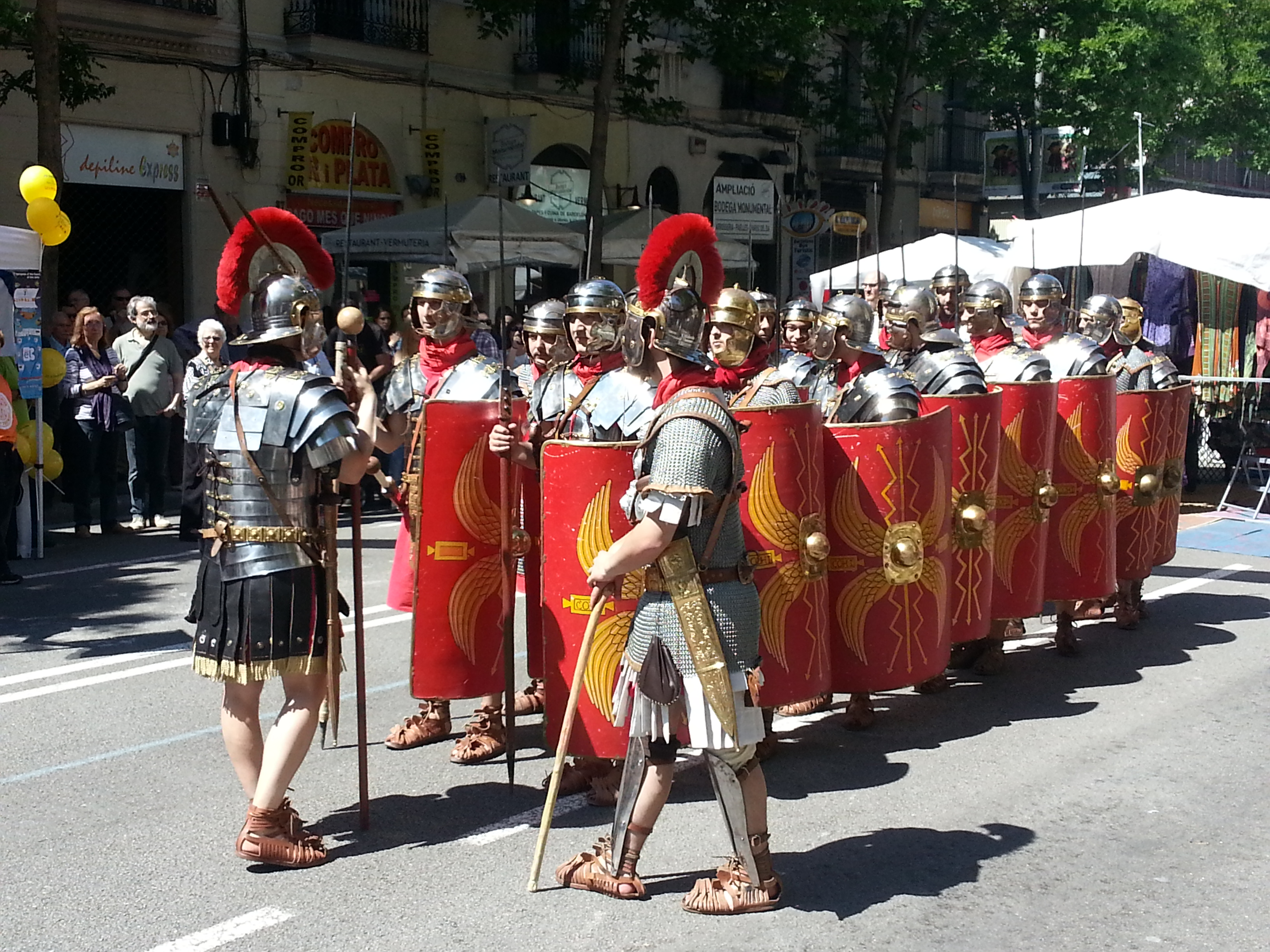
Nachstellung einer römischen Kohorte

Die von den römischen Soldaten während der Pax Romana getragene Rüstung variierte je nach Zeit und Rang. Die bekannteste Rüstung der frühen Pax Romana war die Lorica segmentata, eine Art gegliederter Plattenpanzer, der aus Eisenstreifen bestand, die mit Lederriemen zusammengehalten wurden. Diese Rüstung bot hervorragenden Schutz und Flexibilität und war gleichzeitig relativ leicht. Zu Beginn der Republik und in einigen Provinzarmeen war die Lorica hamata (Kettenhemd) üblich, die aus ineinander greifenden Eisenringen bestand, die eine lange Haltbarkeit und einfache Reparatur ermöglichten. Die Lorica hamata wurde weiterhin neben der Lorica segmentata verwendet, insbesondere von Zenturios und Hilfstruppen. Im späten 2. und frühen 3. Jahrhundert n. Chr. wurde auch die Lorica squamata (Schuppenpanzer) populär, vor allem bei den Offizieren. An den Füßen trugen sie die Caligae, schwere Sandalen mit einer mehrschichtigen Sohle, die mit Hohlnägeln besetzt war. Die Lederriemen wurden auf halber Höhe des Schienbeins weitergeführt und dort festgebunden. In kaltem Klima wurden sie mit Wolle oder Pelz gestopft.

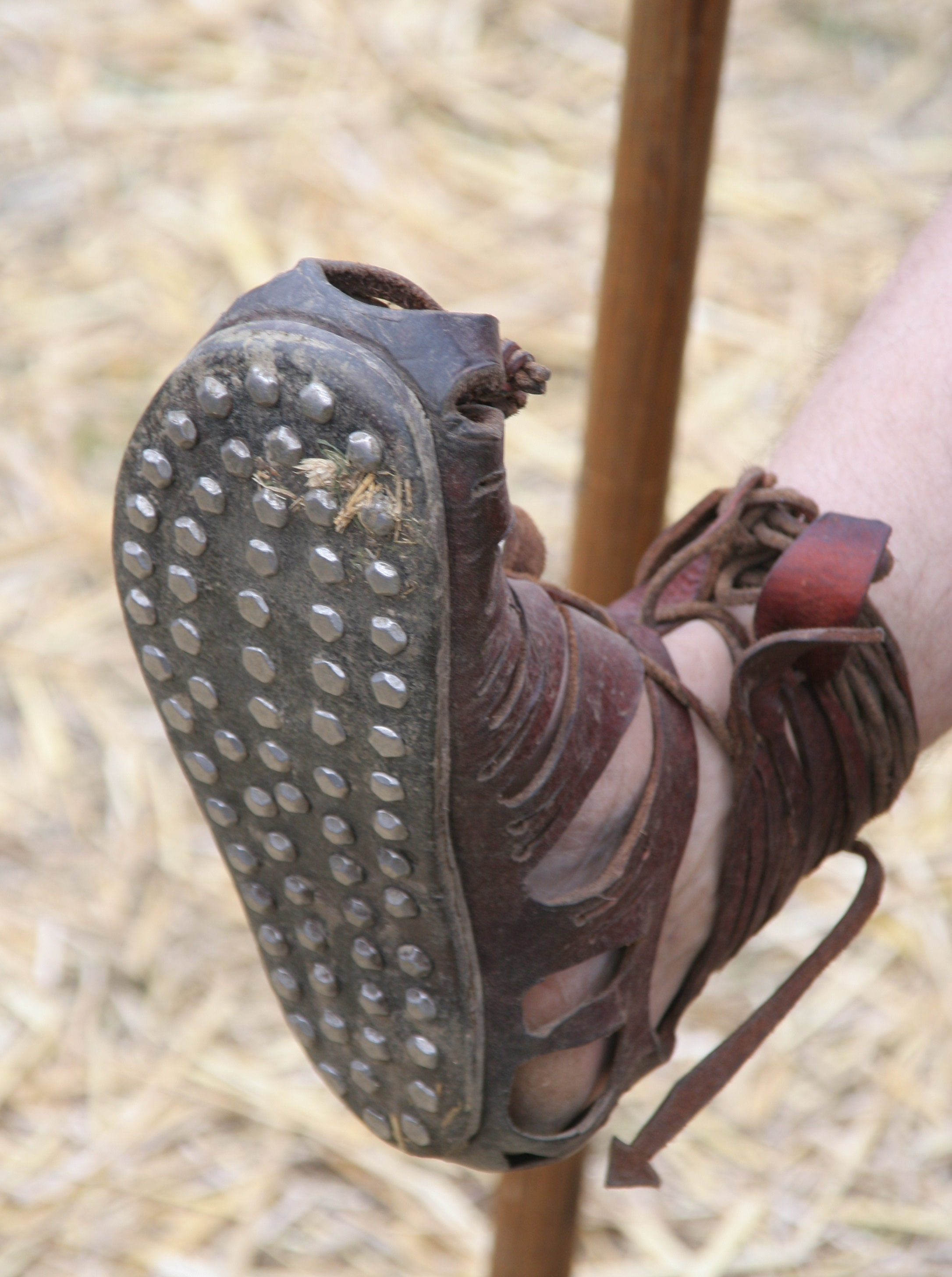
Caligae mit Nägeln

Als zusätzlichen Schutz trugen die Soldaten einen Helm (galea), der in der Regel aus Eisen oder Bronze bestand. Frühe kaiserliche Helme wie der Coolus und der Montefortino wurden nach und nach durch den fortschrittlicheren Weisenau Helm ersetzt. Dieser Helm verfügten über verstärkten Wangen- und Nackenschutz sowie eine Stirnplatte, um im Kampf einen besseren Schutz zu bieten. Die Helme waren häufig mit Wappen geschmückt, insbesondere für Zenturios die ihren Rang mit einem quer verlaufender Helmzier kennzeichneten.
Im Allgemeinen waren die Matrosen (nautae) und die Marinesoldaten etwas besser gekleidet als die reguläre Infanterie, wobei die Kleidung verstärkt wurde, um der Abnutzung durch das Salzwasser standzuhalten. Unterschiedliche Klimazonen erforderten unterschiedliche Kleidung: So werden die Matrosen auf dem Pfeiler der Nautae Parisiaci in schweren Paenula oder Lacerna Mänteln dargestellt, während die Seeleute der Donauflotte die typische kurzärmelige oder ärmellose Tunika mit geknotetem Halsausschnitt tragen. Diese Tunika wurde wie ein griechischer Exomis getragen, wobei die rechte Schulter unbedeckt blieb. Sie war ein praktisches Kleidungsstück für Handwerker, Soldaten, Seeleute und Fischer. Darüber hinaus trugen sie Fasciae, römische Wickelgamaschen, und einen kurzen Mantel aus Biberfell (byrrus castalinus).

## Dienstgrade

### Landstreitkräfte

#### Oberkommando
Imperator-Äquivalent: Oberbefehlshaber
   Legatus Augusti pro Praetore Äquivalent: General oder Militärgouverneur
   Legatus Legionis Äquivalent: Generalmajor
   Tribunus Laticlavius

#### Offiziere der mittleren Ebene
Praefectus Castrorum Äquivalent: Major
   Tribuni Angusticlavii Äquivalent: Oberstleutnant

#### Zenturio-Ränge
Primus Pilus Äquivalent: Hauptmann
   Centurio Äquivalent: Oberleutnant
   Optio Äquivalent: Oberfeldwebel
   Tesserarius Äquivalent: Feldwebel
   Signifer
   Cornicen kein modernes Gegenstück
   Imaginifer kein modernes Gegenstück
   Aquilifer

#### Mannschaftsdienstgrade
Miles-Äquivalent: Gefreiter

#### Hilfstruppen
Praefectus Cohortis kein modernes Gegenstück
   Praefectus Ala kein modernes Gegenstück
   Decurio Äquivalent: Leutnant
   Centurio Auxiliaris Äquivalent: Oberleutnant
   Eques
   Pedes Äquivalent: Gefreiter

### Seestreitkräfte (Classis)
Praefectus Classis Äquivalent: Admiral
   Navarchus Äquivalent: Kommodore
   Trierarchus Äquivalent: Kapitän
   Centurio Classiarius kein modernes Gegenstück
   Remiges Äquivalent: Matrose oder Ruderer
   Classiarius Äquivalent: Marinesoldat

## Bezahlung
Bis zum Ende des ersten Jahrhunderts betrug das Gehalt der Legionäre neun Aurei, die in drei Raten pro Jahr ausgezahlt wurden. Dieser Betrag wurde von Domitian auf zwölf Aurei erhöht, indem er eine vierte Rate hinzufügte. Dies blieb der Standardlohn, bis Severus eine weitere Erhöhung vornahm. In Wirklichkeit erhielt der Soldat immer nur einen Teil dieses Geldes; der Rest wurde für die obligatorischen Ausgaben für Kleidung, Schuhwerk, Ernährung usw. abgezogen. Wenn der Einzelne in der Lage war, solche Ersparnisse zu machen, wurden sie seinem Sparkonto gutgeschrieben, zusammen mit einem eventuellen Restbetrag aus seinem vacatus, dem Reisegeld. Dabei handelte es sich um die Summe von drei Aurei, die vier oder – nach der Erhöhung unter Domitian – drei Monatsgehältern entsprach und dem Rekruten bei der Anwerbung als Entschädigung für die Reisekosten von zu Hause ausgehändigt wurde. Die Ersparnisse der Legionäre wurden wie die ihrer Kollegen in den Auxiliareinheiten ad signa, d. h. im Schrein der Regimentsstandarte, hinterlegt. In diesem Zusammenhang werden die Ersparnisse der Männer treuhänderisch von den signiferi verwaltet, die als Standartenträger ihrer Einheit fungierten.
Gelegentlich gab es Kopfgelder und Geschenke, außerdem erhielten die Legionäre bei ihrer Entlassung erhebliche Zuwendungen in Form von Geld oder Land. Um 5 n. Chr. betrug der Betrag 3000 Dinarii und stieg bis zum Ende der Pax romana auf 5000 Dinarii an. Normalerweise war das Stück Land, das ein Soldat erhielt, 20 mal 20 actus (504 Quadratmeter) groß. Diese Summe entsprach jedoch nur in den Gebieten der Geldzuwendung, in denen das Land entweder durch Eroberung angeeignet oder billig erworben worden war. In den höheren Rängen der Legion wurde die finanzielle Vergütung so berechnet, dass sie bei dem Eineinhalb- bis Zweifachen des Betrages lag, den das rangniedrigste Mitglied erhielt. Ein Cornicen erhielt 500 Dinarii, während die Liberarii und Exacti 800 Dinarii bekamen. Der Cornicularius praefecti erhielt 1.000 Denarii, während der Optio ad spem ordinis 1.500 Dinarii erhielt. Die genaue Höhe des Soldes, den die Offiziere erhielten, ist nicht bekannt; vermutlich mindestens das Fünffache des normalen Solds.
Ein wesentlicher finanzieller Vorteil des Zenturios war, Gebühren für die Befreiung des Kassernendienstes zu erheben. Otho versuchte, diese Diskrepanz auszugleichen, indem er einen Zuschuss aus dem Staatsschatz in Höhe des Defizits gewährte. Primi ordines erhielten einen doppelt so hohen Sold wie die gewöhnlichen Zenturios, während der Primus pilus viermal so hohen Lohn erhielt. Alle finanziellen Anreize, einschließlich Kopfgelder, Schenkungen und Entlassungsgelder, wurden im Verhältnis zu den besonderen Umständen des jeweiligen Falles aufgeteilt. Bei der Entlassung hätte ein Primus pilus einen ausreichenden Betrag erhalten, um den Status eines Ritters zu erwerben, (etwa 400.000 Sesterzen). Prätorianer verdienten das Dreifache des Legionärs während die Offiziere vermutlich das Dreifache der Offiziere in den Legionen erhielten. Prätorianer erhielten bei ihrer Pensionierung eine Pauschalsumme, die fast doppelt so hoch war wie die der Legionäre, die mehr Stipendia absolviert hatten. Wie andere römische Soldaten mussten auch die Prätorianer Abzüge vom Sold hinnehmen.
Die Besoldung der Hilfstruppen variierte je nach Rolle, Einheitstyp und Rang. Kavalleristen erhielten einen höheren Sold als Infanteristen, wobei eine Versetzung von der Infanterie in die Kavallerieabteilung einer cohors equitata als Beförderung angesehen wurde. Soldaten in einer ala verdienten sogar noch mehr als die Kavalleristen einer cohors equitata, was auf eine Hierarchie der Bezahlung innerhalb der Kavallerie hinweist. Bestimmte Dienstgrade, wie die Principales, hatten Anspruch auf einen höheren Sold. Dazu gehörten die Sesquiplicarii, die anderthalb Gehälter erhielten, und die Duplicarii, die den doppelten Sold verdienten.
Die genaue Höhe des Soldes der Auxiliartruppen ist nicht bekannt, und unter Historikern ist umstritten, ob die Auxiliartruppen, die keine Bürger waren, den gleichen Sold wie die Legionäre erhielten oder ob sie schlechter bezahlt wurden. Eine These besagt, dass der Sesquiplicarius den gleichen Sold wie ein Legionär erhalten haben könnte, während ein Duplicarius in einer Ala mehr verdiente. Unter Kaiser Domitian verdiente ein Kavallerist in einer cohors equitata schätzungsweise 200 Dinarii pro Jahr, während ein Infanterist in der Auxilia etwa 100 Dinarii verdiente. Diese Gehaltsstruktur spiegelt die unterschiedlichen Rollen und Verantwortlichkeiten der römischen Auxiliartruppen wider: Höhere Gehälter erhielten diejenigen, die in Kavallerieeinheiten, spezialisierten Rollen oder Positionen mit größerer Autorität tätig waren.

## Religion
Die Religion der römischen Armee war ein komplexer und vielschichtiger Aspekt ihrer Identität, der die breiteren religiösen Praktiken der römischen Gesellschaft widerspiegelte und sich gleichzeitig an den einzigartigen Kontext des militärischen Lebens anpasste. In der römischen Welt war die Religion nicht nur eine private oder persönliche Angelegenheit, sondern ein wesentlicher Bestandteil des öffentlichen und gemeinschaftlichen Lebens. Dieser Grundsatz galt auch für die Armee, wo religiöse Praktiken eng mit Disziplin, Moral und der kollektiven Identität der Soldaten verknüpft waren. Die römische Armee war ein Mikrokosmos des Imperiums und zog Rekruten aus allen Teilen des Landes an. Dementsprechend vielfältig waren die religiösen Praktiken, die sowohl die traditionellen römischen Rituale als auch den Glauben der verschiedenen Kulturen des Reiches umfassten. Im Mittelpunkt der römischen Militärreligion stand jedoch die Verehrung staatlicher und militärischer Gottheiten, die die Gunst der Götter für den Erfolg im Kampf und die Sicherheit des Reiches sicherten. An der Spitze dieser Gottheiten stand Jupiter, der oberste Gott des römischen Pantheons, dessen Schutz man vor Feldzügen und Schlachten suchte. Mars, der Kriegsgott, war ebenfalls eine zentrale Figur in der militärischen Verehrung und verkörperte die auf dem Schlachtfeld erforderliche Stärke und Tapferkeit.
Die von den römischen Legionen getragenen Militärstandarten  waren ebenfalls mit religiöser Bedeutung ausgestattet. Diese Standarten waren mehr als nur praktische Werkzeuge für die Organisation auf dem Schlachtfeld; sie waren heilige Gegenstände, die oft bestimmten Gottheiten gewidmet waren. Die Adlerstandarte (aquila) einer Legion zum Beispiel war ein mächtiges Symbol für die Identität der Einheit und den göttlichen Schutz. Die Pflege und Ehrfurcht, die diesen Standarten entgegengebracht wurde, spiegelte den Glauben der Soldaten an ihre spirituelle Bedeutung wider. Die Feier der offiziellen Religion in der römischen Armee war eine strukturierte und kollektive Praxis, die die Verehrung traditioneller römischer Gottheiten mit Ritualen verband, die das göttliche Wohlwollen, die Disziplin und den Zusammenhalt der Soldaten sicherstellen sollten. Die Religion im Militär war nicht nur eine Frage des persönlichen Glaubens, sondern eine institutionalisierte Praxis, die tief in die Routinen und Abläufe der Armee eingebettet war. Sie spielte eine entscheidende Rolle bei der Aufrechterhaltung der Moral und der Förderung der Loyalität sowohl gegenüber den Göttern als auch gegenüber dem Kaiser, der oft als göttliche oder halbgöttliche Figur verehrt wurde.
Die Armee feierte auch offizielle religiöse Feste (festi), die mit dem allgemeinen römischen Kalender übereinstimmten. Zu diesen Festen gehörten oft gemeinsame Feste, Spiele und Prozessionen, die den Soldaten ein Gefühl der Verbundenheit mit der römischen Zivilbevölkerung vermittelten, selbst wenn sie weit von der Stadt entfernt stationiert waren. So waren zum Beispiel die dem Kriegsgott Mars gewidmeten Feste für die Armee von besonderer Bedeutung. Mars galt als Beschützer der Soldaten, und seine Gunst wurde durch Gebete und Opfergaben erbeten, um den Erfolg im Kampf zu sichern. Die religiösen Feierlichkeiten beschränkten sich nicht auf Großveranstaltungen. Tägliche Rituale wurden auf der Ebene der einzelnen Einheiten durchgeführt, was die Rolle der Religion im militärischen Leben noch verstärkte. Jede Legion hatte ihr eigenes Heiligtum (sacellum) in dem die Standarten der Legion aufbewahrt wurden. Diese Standarten, insbesondere die Aquila (Adlerstandarte), galten als heilige Gegenstände und Symbole für die Identität der Legion und den göttlichen Schutz. Die Soldaten brachten an diesen Schreinen Opfergaben und Gebete dar und behandelten die Standarten mit großer Ehrfurcht. Der Verlust einer Standarte im Kampf wurde nicht nur als militärisches Versagen, sondern auch als schweres religiöses Vergehen angesehen.
Der Kaiser als Staatsoberhaupt und Figur göttlicher Autorität stand im Mittelpunkt der Militärreligion. Die Soldaten mussten dem Kaiser einen Treueeid schwören, und dieser Akt war von religiöser Bedeutung. Das Bild des Kaisers wurde häufig in Militärlagern aufgestellt und in Rituale einbezogen, um die Verbindung zwischen der Armee und der vom Kaiser aufrechterhaltenen göttlichen Ordnung zu symbolisieren. Mit der Zeit wurde der Kaiserkult zu einem integralen Bestandteil der militärischen religiösen Praxis, wobei die Soldaten an Zeremonien teilnahmen, in denen der Kaiser als Gott oder als Vertreter der Götter geehrt wurde.
Neben den offiziellen, vom Staat geförderten religiösen Praktiken wandten sich die Soldaten häufig nicht-offiziellen und ausländischen Kulten zu. Diese Religionen, von denen viele ihren Ursprung in den östlichen Provinzen des Reiches hatten, blühten im militärischen Umfeld auf, wo Männer mit unterschiedlichem kulturellen Hintergrund Seite an Seite lebten und dienten. Einer der bekanntesten Kulte in der römischen Armee war die Verehrung des Mithras, eines Gottes persischen Ursprungs, dessen Mysterien unter den Soldaten große Popularität erlangten. Im Mittelpunkt des Mithraismus, der oft als „Mysterien des Mithras“ bezeichnet wird, stand der Gott Mithras, der als heroische Figur dargestellt wurde, die in einem symbolischen Akt der Schöpfung und Erneuerung einen kosmischen Stier tötete. Die Anziehungskraft des Mithraismus auf Soldaten lag in der Betonung von Loyalität, Brüderlichkeit und dem Kampf zwischen Licht und Dunkelheit – Werte, die dem militärischen Ethos sehr entgegenkamen. Die mithraische Verehrung fand in unterirdischen Heiligtümern, den so genannten mithraea, statt, die oft in der Nähe von Militärlagern errichtet wurden. Diese Heiligtümer waren private und intime Orte, an denen die Eingeweihten an geheimen Ritualen teilnahmen, darunter Festmähler und symbolische Übergangsriten. Der Mithraismus förderte auch das Gemeinschaftsgefühl seiner Anhänger und schuf ein spirituelles Band, das über die Ränge und kulturellen Unterschiede innerhalb der Armee hinausging.
Ein weiterer Einfluss in der römischen Armee kam vom Zoroastrismus, der alten persischen Religion, die dem Mithraismus vorausging und ihn beeinflusste. Der Zoroastrismus selbst schlug unter den römischen Soldaten zwar keine Wurzeln als formeller Kult, aber seine dualistische Weltanschauung – die den kosmischen Kampf zwischen den Mächten des Guten (Ahura Mazda) und des Bösen (Angra Mainyu) betont – fand Widerhall in den Glaubensvorstellungen und Praktiken des mithraischen Kultes. Die zoroastrische Betonung des Feuers als heiliges Element könnte auch die Rituale der römischen Soldaten beeinflusst haben, insbesondere in den östlichen Provinzen, wo die persische Kultur weiterhin stark vertreten war. Die Verehrung ägyptischer Götter spielte ebenfalls eine wichtige Rolle im spirituellen Leben der römischen Soldaten, insbesondere derer, die in oder nahe Ägypten stationiert waren. Besonders beliebt war die ägyptische Göttin Isis, die mit Schutz, Heilung und dem Versprechen des ewigen Lebens in Verbindung gebracht wurde. Ihr Kult ging über soziale und geografische Grenzen hinaus und bot eine zutiefst persönliche und emotionale Form der Verehrung. Rituale, die Isis gewidmet waren, beinhalteten oft Prozessionen, Musik und Opfergaben und schufen eine lebendige und theatralische Form der Verehrung, die Soldaten ansprach, die in der Ungewissheit des militärischen Lebens Trost oder Schutz suchten.
Ein besonders faszinierendes Beispiel für religiösen Synkretismus in der römischen Armee war die Verehrung von Zeus-Serapis, einer Verschmelzung des griechischen Gottes Zeus und des ägyptischen Gottes Serapis. Diese hybride Gottheit verband die höchste Autorität des Zeus mit den mystischen und heilbringenden Aspekten des Serapis und schuf so eine Figur, die mit der multikulturellen Identität des Römischen Reiches in Einklang stand. Soldaten, die Zeus-Serapis verehrten, suchten oft seinen Schutz als universellen Gott, der sowohl Macht als auch Wohlwollen verkörperte. Seine Tempel und Altäre waren im ganzen Reich zu finden, vor allem in Regionen, in denen sich griechische und ägyptische Kulturen überschnitten. Neben diesen großen Kulten gab es in der römischen Armee auch eine Vielzahl kleinerer und regionaler Gottheiten, die die unterschiedliche Herkunft der Soldaten widerspiegelten. So wurden beispielsweise keltische Götter aus Gallien oder Britannien, wie Epona, die Göttin der Pferde, von den Kavallerieeinheiten verehrt. In Regionen, die von der anatolischen Kultur beeinflusst waren, fand auch die Verehrung der phrygischen Muttergöttin Kybele und ihres Gemahls Attis unter den Soldaten Anhänger. Diese regionalen Götter und Göttinnen wurden oft an kleinen Altären oder Schreinen in Militärlagern verehrt, wo die Soldaten persönliche Rituale durchführen und Opfer darbringen konnten.

## Beförderung
Die Beförderung in der frühen Kaiserzeit beruhte auf einer Kombination aus Verdienst, Dienstalter und Patronage. Die römische Armee war eine hochgradig disziplinierte und organisierte Einrichtung, und die Beförderung spiegelte häufig die Kompetenz, Loyalität und Führungsfähigkeit eines Soldaten wider. Soldaten, die im Kampf außergewöhnliche Tapferkeit oder Geschicklichkeit bewiesen, wurden oft mit einer Beförderung belohnt, was die Bedeutung von Verdiensten unterstrich. Auch das Dienstalter spielte eine wichtige Rolle, da Soldaten, die viele Jahre lang treu gedient hatten, nach und nach aufsteigen konnten, sofern sie ihre Kompetenz und Zuverlässigkeit unter Beweis stellten. Aber auch persönliche Beziehungen und Gönnerschaft waren wichtige Faktoren im Beförderungsprozess. Soldaten mit einflussreichen Gönnern oder in der Gunst ihrer befehlshabenden Offiziere konnten schneller aufsteigen, was die allgemeine römische Gesellschaftsnorm widerspiegelt, in der persönliche Beziehungen für das berufliche Fortkommen entscheidend waren. Spezialisierte Fähigkeiten, wie z. B. technische oder logistische Kenntnisse, konnten ebenfalls zu Beförderungen führen, da die Armee praktische Fähigkeiten schätzte, die zu ihren Operationen beitrugen.
Die römische Militärhierarchie sah eine strukturierte Laufbahn vor, in der Soldaten vom Rang eines einfachen Legionärs (miles) bis zu Positionen wie Zenturio oder sogar Primus pilus, dem obersten Zenturio einer Legion, aufsteigen konnten. Außergewöhnliche Personen konnten sogar noch weiter aufsteigen, den Status eines Ritters erlangen und Auxilia oder Legionen befehligen. Zwar waren Verdienst und Leistung zentrale Ideale im Beförderungsprozess, doch spielten Politik, Patronage und der Einfluss der befehlshabenden Offiziere oft eine wichtige Rolle bei der Festlegung der Laufbahn eines Soldaten. Somit wurde die Beförderung in der römischen Armee durch eine Kombination aus institutioneller Struktur, persönlichen Fähigkeiten und der Dynamik der römischen Gesellschaft bestimmt.
Die Laufbahn der Offiziere im Ritterstand verlief in der Regel über drei Hauptstufen: Praefectus cohortis (Befehlshaber einer Infanterie- oder Kavalleriekohorte), Tribunus legionis angusticlavius (Legionärstribun) und schließlich Praefectus alae (Befehlshaber einer Ala). Für Personen, die den Ritterstatus erst in späteren Jahren erlangten, dauerten diese Ämter in der Regel jeweils drei bis vier Jahre und reichten oft aus, um ihre Laufbahn abzuschließen. Jüngere Ritter mit den richtigen Verbindungen und Fähigkeiten konnten jedoch noch weiter aufsteigen und möglicherweise den Rang eines Senators erreichen. Diese Offiziere hatten in erster Linie Verwaltungs- und Justizaufgaben und keine direkten Befehlsfunktionen inne.
Die Beförderung der Zenturios, erfolgte nach einem anderen System. Der Eintritt in das Zenturionat war in der Regel nach mindestens zwölf Dienstjahren möglich, obwohl außergewöhnliche kriegerische Fähigkeiten und Führungsqualitäten diesen Zeitraum verkürzen konnten. Die Lese- und Schreibfähigkeit war eine wichtige Voraussetzung, da sie es den Soldaten ermöglichte, in Positionen wie der des Schreibers (librarii) zu arbeiten, was häufig zu einer Beförderung führte. Rekruten, die sich durch Lese- und Schreibkenntnisse und administrative Fähigkeiten auszeichneten, wurden schnell identifiziert und dem Hauptquartier zugeteilt, wo sie wertvolle Erfahrungen sammelten und Beziehungen zu höheren Offizieren, insbesondere Tribunen, knüpften, die als Förderer fungieren konnten. Neben der Beförderung aus den Rängen war auch der direkte Eintritt in das Zenturionat für Zivilisten möglich, insbesondere für die Söhne von Zenturios oder für solche, die über ein starkes Patronat verfügten.
Das Zenturionat selbst war klar strukturiert, mit sechzig Zenturios in jeder Legion, die nach ihrem Dienstalter geordnet waren. Das Tempo der Beförderung entsprach der Art und Weise, wie ein Zenturio seinen Auftrag erhalten hatte. Wenn sie ihre Stellung entweder durch ex equite Romano oder als evocati erhalten hatten, erfolgte die Beförderung schnell. Die Beförderung erfolgte kohortenweise, wie es in der Republik üblich war. Der Rang eines Zenturios (d. h. Pilus, Princeps oder Hastatus) konnte sich jedoch bei jeder Beförderung ändern. Jeder Schritt in seiner Laufbahn musste unbedingt eine endgültige Beförderung darstellen. Wenn er ein Mann mit ausgeprägten Fähigkeiten war, konnte er die üblichen Zwischenstufen umgehen und rasch in die Primi ordines aufsteigen, um so den begehrten Posten des Primus pilus zu erlangen.
Im Gegensatz dazu stiegen alle anderen Zenturios nur allmählich auf und machten lediglich begrenzte Fortschritte bei der Beförderung. Der anfängliche Rang war der des Decimus hastatus posterior, auf den sukzessive Beförderungen innerhalb der zehnten Kohorte folgten. Diese Beförderungen beinhalteten eine Rangsteigerung vom Decimus hastatus posterior zum Decimus hastatus prior und so weiter, bis er den Rang des Decimus pilus posterior erreichte. Der nächste Schritt war der zum Nonus hastatus posterior.
Das Amt des Aprimus pilus wurde in der Regel für ein Jahr vergeben. Dieser Rang war sehr prestigeträchtig und gut bezahlt und bot oft ein ausreichendes Stipendium bei der Entlassung, um den Titel eines Ritters zu erwerben. Zenturios, die diesen Rang erreichten, konnten weiterhin in der Armee dienen oder Aufgaben im öffentlichen Dienst übernehmen, z. B. das Amt eines Provinzprokurators. Der Praefectus castrorum (Lagerpräfekt), der in der Regel ein ehemaliger Primus pilus war, stand an dritter Stelle innerhalb der Legion und war für die Logistik, die Instandhaltung der Festungen und die Versorgung zuständig. Für Männer, die ihr ganzes Leben in der Armee verbracht hatten, war dieser Posten oft der Höhepunkt ihrer Karriere, den sie in der Regel in ihren Fünfzigern oder Sechzigern erreichten.
Die Beförderung unterhalb des Zenturionats erfolgte nach einem sorgfältig ausgearbeiteten Ausbildungssystem. Die Soldaten durchliefen Positionen wie Librarius, Tesserarius, Optio und Signifer. Nur wer die höheren Ränge wie Cornicularius oder Optio ad spem ordinis erreichte, konnte damit rechnen, zum Zenturio aufzusteigen. Die Beförderung durch die Ränge erforderte nicht nur hervorragende Leistungen in Führung und Verwaltung, sondern auch Patronage, die in jeder Phase des Aufstiegs unerlässlich war. In einigen Fällen wurde die Beförderung durch besondere Umstände beschleunigt, z. B. durch die Demonstration von Loyalität während eines Bürgerkriegs, was zu einer schnellen Beförderung führen konnte.

## Lebensbedingungen
Ein wesentlicher Teil des Lebens eines Soldaten wurde in Kasernen verbracht. Für Wehrpflichtige, die aus städtischen Gebieten stammten, war das Leben in einer dicht besiedelten Militärbasis nicht völlig fremd. Für Männer aus ländlichen Gebieten, insbesondere für die zahlreichen Hilfstruppen aus weniger besiedelten Provinzen, war die Stadt hingegen ein neuer und ungewohnter Ort. Während der Regierungszeit des Augustus nahm die Armee eine neue Beständigkeit an, und während die Expansion weiterging, begannen viele Legionen für längere Zeit in derselben Region einer Provinz zu bleiben. Im Laufe der Zeit entwickelten sich die ursprünglichen Winterquartiere weiter und verwandelten sich in dauerhaftere Stützpunkte. Diese neuen Stützpunkte fungierten dann als Depot der Legion und dienten als Aufbewahrungsort für die meisten ihrer Aufzeichnungen und Verwaltungsaufgaben, auch in Zeiten, in denen der Großteil der Einheit auf Feldzügen unterwegs war.

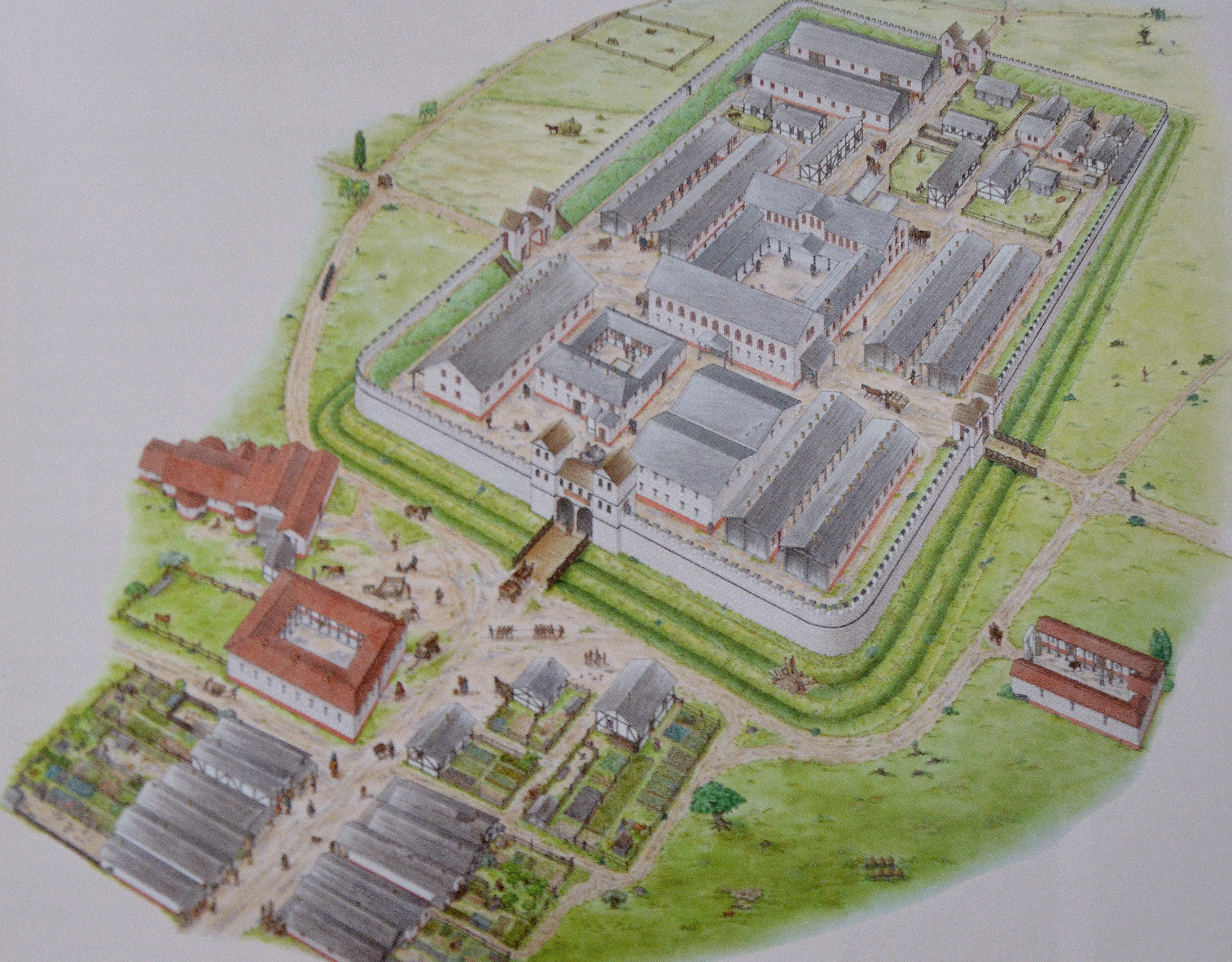
Rekonstruktionszeichnung des römischen Kastells Saalburg in Hessen.

Ursprünglich waren diese Stützpunkte nur etwas umfangreichere Konstruktionen als Winterlager (castra hiberna), mit Holzgebäuden und Erdwällen. Im Laufe der Zeit wurden sie jedoch in einer substanzielleren Form wiederaufgebaut. In der Folge löste die Verwendung von Ziegeldächern das Strohdach ab, und Stein wurde zum wichtigsten Baumaterial und ersetzte die Holzwände. Der Wiederaufbau in Stein erfolgte in der Regel in Phasen, wobei die Auswahl der Gebäude die unmittelbaren Prioritäten der jeweiligen Einheit widerspiegelte. Das Tempo dieses Prozesses richtete sich nach dem Zustand der vorhandenen Holzstrukturen und der örtlichen Verfügbarkeit von geeignetem Mauerwerk.
Eine Legionsfestung (castra) umfasste eine Fläche von etwa 20-25 ha Bei der Errichtung von Legionsfestungen stand die Verteidigung selten im Vordergrund. Für die Funktionalität dieser Militäranlagen war es von entscheidender Bedeutung, den Zugang zu effizienten Straßen- und Wassersystemen zu gewährleisten. Daher waren die meisten dieser Stützpunkte strategisch günstig in der Nähe von schiffbaren Flüssen gelegen. Obwohl es in der Frühzeit einige Unterschiede gibt, entsprechen fast alle Festungen der klassischen Spielkartenform – einem Rechteck mit abgerundeten Ecken –, wie sie für Marschlager üblich ist.
Im Zusammenhang mit der Anlage der römischen Stützpunkte waren zwei Hauptstraßen von besonderer Bedeutung. Die Via principalis, verlief über die gesamte Länge der beiden Hauptseiten des Kastells und verband die Tore an deren Enden. Im rechten Winkel dazu verlief die Via praetoria, die vom wichtigsten Tor des Lagers, der Porta praetoria, bis zum Hauptgebäude, der Principia, führte, das hinter der Via principia lag. Innerhalb der Festung verband die Via decumana die Principia mit der Porta decumana in der hinteren Mauer.
Die römischen Soldaten wurden mit verschiedenen Aufgaben betraut, unter anderem mit der Bewachung der Principia, der Tore der Festung und mit Patrouillengängen. Zum Kassernendienst gehörte das Betreuen des Badehauses, die Latrinen zu reinigen und Instandhaltung des Kastells. Einige Männer wurden zum "Stiefeldienst eingeteilt, d. h. sie kümmerten sich um ihre eigene Ausrüstung oder reparierten das Schuhwerk ihrer Hundertschaft. Diese Männer wurden wahrscheinlich eingesetzt um Diziplinarmaßnahmen durchzuführen.
Während des Aufenthalts im Lager unternahm die Hundertschaft wenig oder gar nichts als Einheit. Die Männer wurden als Einzelpersonen dorthin versetzt, wo sie gebraucht wurden. Ursprünglich wurden 31 Soldaten in jeder Hundertschaft für den Kassernendienst herangezogen, die Zahl wurde später auf 35 erhöht. Einige Soldaten bestachen ihre Zenturios, um unliebsame Aufgaben zu vermeiden, was der Disziplin abträglich war. Dennoch blieb das Problem der Bestechung ungelöst. Obwohl die Soldaten einen Großteil ihrer Zeit damit verbrachten, als Einzelpersonen bestimmte Aufgaben zu erfüllen, ging das Gemeinschaftsleben der Einheit weiter. Der Tag begann mit dem Morgenappell, bei der ein ranghoher Offizier Befehle erteilte. Anschließend wurden die Männer zu ihren Aufgaben geschickt.
An bestimmten Tagen wurden Paraden zum Gedenken an wichtige Ereignisse abgehalten, wobei militärische Veranstaltungen eher selten waren. Das Severi-Fest war ein bedeutendes Ereignis, das die Soldaten an ihre Loyalität erinnern sollte. Auch an vergöttlichte Kaiser wie Augustus, Claudius und Trajan wurde gedacht, ebenso wie an Julius Caesar und Germanicus, den Enkel des Augustus. Die meisten Anlässe erforderten eine feierliche Parade der Einheit, die in der Regel von einer Opferung von Stieren, Kühen oder Ochsen begleitet wurde. Das Opferfleisch wurde gegessen, wie bei der Feier zur Einnahme Jerusalems durch Titus im Jahr 70 n. Chr. Auf diese Feste folgte wahrscheinlich ein Festmahl, bei dem das Opferfleisch verzehrt wurde.

### Ernährung
Während eines Feldzugs war es für die römischen Befehlshaber unerlässlich, ihr Heer mit allem Notwendigen zu versorgen. Die Versorgung des Heeres in den Garnisonen war selbst in Friedenszeiten mit erheblichem Aufwand verbunden. Die Kosten für die Verpflegung wurden üblicherweise vom Sold eines Soldaten abgezogen. Eine angemessene Verpflegung war für die Moral der Armee, ihre Gesundheit und ihre Effizienz von entscheidender Bedeutung. Einer der wichtigsten Bestandteile der militärischen Ernährung war Getreide (frumentum). Ein großer Teil der Rationen wurde ungekocht ausgegeben die von den Soldaten in Contubernien zubereitet wurden, d. h. in Öfen, die entweder in die Festungsmauern eingelassen oder in die Kasernenblöcke eingebaut waren. Die tägliche Ernährung der Armee bestand aus zwei Hauptmahlzeiten: dem Frühstück (prandium) und dem Abendessen (cena). Die Getreideration wurde in der Regel in ihrer Grundform verteilt, obwohl sie während der Feldzüge auch in Form von Hartkeksen (bucellatum) bereitgestellt werden konnte. Diese Kekse wurden dann von den Soldaten zu Mehl gemahlen.
Die Versorgung mit Getreide wurde entweder aus zivilen Quellen oder von Land, das die Armee selbst besaß oder pachtete, sichergestellt. Entgegen der allgemeinen Vorstellung waren die römischen Soldaten keine Vegetarier. Neben Linsen, Zwiebeln, Radieschen, Kohl und anderen Gemüsesorten standen auch Schweine-, Rind-, Schaf- und Ziegenfleisch auf dem Speiseplan. Hinzu kamen Garum, Schweinespeck, Gewürze, eine Vielzahl von Früchten und Nüssen, Salz, Wein (vinum), Essig (acetum) und Bier (cervesa). Abgesehen vom Kauf konnten zusätzliche Nahrungsmittel durch die Jagd beschafft werden. Hirsche, vor allem Rot- und Rehwild sowie Elche, wurden in den nördlichen Provinzen häufig sowohl als Nahrungsmittel als auch aus Sport gejagt. Die von der Armee ausgegebenen Rationen scheinen im Allgemeinen ausreichend gewesen zu sein, auch wenn sie etwas eintönig waren, und wurden offensichtlich oft durch private Einkäufe ergänzt.

### Hygiene und Gesundheit
Für die Armee war es von entscheidender Bedeutung, die Gesundheit und Fitness ihrer Soldaten zu erhalten, um leistungsfähig zu bleiben. Die römischen Stützpunkte und provisorischen Lager wurden an möglichst gesunden Orten errichtet. Um die Soldaten sauber zu halten, wurden Badehäuser gebaut und Abflüsse und Latrinen eingerichtet, um angemessene Hygienestandards zu gewährleisten. Die Männer saßen auf hölzernen Sitzen über steinernen Toiletten; die Abfälle fielen in einen Abfluss, der ständig mit fließendem Wasser gespült wurde. Andere Kanäle mit fließendem Wasser dienten zum Waschen der Schwämme, die die Römer anstelle von Toilettenpapier benutzten.
In einigen Fällen bestanden die provisorischen Lager aus einem umfangreichen Zeltlazarett, das in der Regel quadratisch um einen zentralen offenen Bereich angeordnet war. Diese Bauweise wurde bei den permanenten Strukturen der späteren Befestigungen weitgehend beibehalten. Auch wenn es keinen groß angelegten Feldzug gab, waren die Lazarette häufig besetzt. Zur Unterstützung der Legionen war eine Vielzahl von medizinischen Fachkräften anwesend. Der wichtigste von ihnen war der Arzt (medicus), von denen zumindest einige im Rang eines Zenturios (medicus ordinarius) gestanden zu haben scheinen. Ein erheblicher Teil dieser Personen scheint aus den hellenistischen Provinzen gekommen zu sein, wobei viele von ihnen ein hohes Maß an Fachkenntnis aufwiesen. Neben den medici war eine Vielzahl von Kräften anwesend, darunter der Optio valetudinari, der für die Verwaltung des Hospitals zuständig war. Der Capsarius war das Äquivalent eines modernen Sanitäters, der rudimentäre Verletzungen während einer Schlacht behandelte.

### Auszeichnungen und Ehrungen
Die römische Armee kannte mehrere Auszeichnungen für Tapferkeit und militärische Erfolge. Für Offiziere gab es verschiedene silberne und goldene Kronen (coronae) für bestimmte Einzeltaten. Die wichtigste war die Belagerungskrone (Corona obsidionalis) für eine siegreiche Belagerung. Andere waren die Mauerkrone (Corona muralis) für das erste Überwinden einer gegnerischen Mauer. Die Corona vallaris war das Gegenstück zur Corona muralis, wurde aber im Zusammenhang mit der Erstürmung eines feindlichen Lagers und nicht einer Stadt verliehen. Für unspezifische Tapferkeit wurde die goldene Krone (corona aurea) verliehen. Die Seekrone (corona navalis) wurde für einen Sieg auf See verliehen, die einzige Krone, die unabhängig vom Rang verliehen wurde, war die Bürgerkrone (corona civica) für die Rettung eines römischen Bürgers während einer Schlacht. Auszeichnungen für Tapferkeit gab es für alle Ränge, darunter Halsbänder oder Kragen (torques) und Medaillen (phalerae), die an einem Harnisch getragen wurden, und Armbänder (armillae) aus Edelmetall sowie Geldzuwendungen und Beförderungen.

### Bestrafung und Disziplin
Die Disziplin wurde mit Strenge durchgesetzt. Im Militär wurde die Nichterfüllung von Pflichten, sei es durch Feigheit im Kampf oder andere Pflichtverletzungen, wie das Einschlafen während des Wachdienstes, mit harten Konsequenzen geahndet. Zu diesen Konsequenzen gehörte das Fustuarium, eine Form der Hinrichtung, bei der der Täter von seinen Kameraden zu Tode geprügelt wurde, eine Strafe, die in Fällen verhängt wurde, in denen der Täter das Leben anderer gefährdet hatte. Andere Formen der Bestrafung waren Auspeitschungen und Degradierungen. Die bekannteste Form der Bestrafung war nachweislich die Dezimation, mit der Einheiten bestraft wurden, die Fahnenflucht begangen hatten. Nach dem Zufallsprinzip wurde jeder zehnte Soldat einer Einheit hingerichtet. Weitere Sanktionen waren symbolischer Natur und sollten denjenigen, die die Vergehen begangen hatten, Schande bringen. Dazu gehörte die Ausgabe von Gerste anstatt Weizen, oder die Verbannung aus dem Lager. Es ist belegt, dass Augustus nicht nur Soldaten, sondern sogar Zenturios disziplinierte, indem er ihnen befahl, einen ganzen Tag lang vor seinem Zelt strammzustehen. Die Aufhebung solcher Strafen wurde von der Versetzung der betreffenden Soldaten abhängig gemacht.

## Kriegsführung
Das römische Heer wandte eine Vielzahl anspruchsvoller Gefechtstaktiken an, um seine Stärken zu maximieren und die Schwächen des Feindes auszunutzen. Die Befehlshaber befanden sich in der Regel auf dem rechten Flügel, während die ihnen unterstellten Anführer strategisch entlang der Kampflinie positioniert waren. Zwei besondere Formationen, der Keil (cuneus) und die Säge (serra), waren für die römische Taktik von zentraler Bedeutung. Der Keil, der vor allem von angreifenden Legionären verwendet wurde, ermöglichte es kleinen Gruppen von Soldaten, tief in die feindlichen Linien einzudringen. Einmal im Inneren angekommen, konnten sich diese Formationen ausdehnen und die feindlichen Truppen in enge Stellungen zwingen, in denen der Nahkampf schwierig wurde. Die Säge oder gezackte Schlachtreihe (serra proeliari) war eine weitere Taktik. Sie bestand darin, dass erfahrene Soldaten hinter der vordersten Reihe positioniert wurden, um dort vorzurücken, wo Schwachstellen auftauchten, oder um Momente auszunutzen, in denen der Feind schwankte.
Andere Taktiken waren:
- Standardkampfformation: In flachem Gelände wurde die Armee mit einem starken Zentrum, zwei Flügeln und Reserven im hinteren Bereich aufgestellt. Die Flügel und die Reserven wurden verstärkt, um jeglichen Versuchen des Feindes entgegenzuwirken, die eigenen Truppen einzukesseln oder zu flankieren.

- Schräge Linie mit Angriff des rechten Flügels: Der linke Flügel wurde defensiv zurückgehalten, während der rechte Flügel vorrückte, um die linke Flanke des Feindes umzukehren. Um dem entgegenzuwirken, konnte der linke Flügel mit Kavallerie und Reserven verstärkt werden, während unwegsames oder unpassierbares Gelände zur Stabilisierung der Verteidigungsstellung genutzt wurde. Der rechte Flügel wurde auf offenem Gelände positioniert, um die Bewegungsfreiheit zu gewährleisten.

- Schräge Linie mit Angriff auf den linken Flügel: Ähnlich wie bei der vorherigen Taktik, jedoch mit Verstärkung des linken Flügels zur Durchführung der Wendebewegung. Diese Taktik wurde angewendet, wenn die rechte Flanke des Feindes als schwach erkannt wurde.

- Vorstoß mit zwei Flügeln: Beide Flügel rücken gleichzeitig vor und lassen die Mitte zurück. Dies konnte den Feind überraschen, da sein Zentrum entblößt und demoralisiert wurde. Wenn es den Flügeln jedoch nicht gelingt, durchzubrechen, besteht die Gefahr, dass die Armee in drei verwundbare Formationen aufgeteilt wird.

- Vormarsch mit zwei Flügeln und abgeschirmter Mitte: Eine Abwandlung der vorherigen Taktik, bei der das Zentrum durch leichte Infanterie oder Bogenschützen verdeckt wird. Diese Truppen lenkten das feindliche Zentrum ab, während die Flügel angriffen.

- Umfassung des rechten Flügels: Der rechte Flügel rückte für eine Wendebewegung vor, während das Zentrum und der linke Flügel defensiv zurückgehalten wurden. Im Erfolgsfall könnten die Reserven den linken Flügel verstärken, um eine Umzingelung zu vollenden und das feindliche Zentrum zusammenzudrücken.

- Nutzung des natürlichen Geländes: Die Flanken wurden, wie in der zweiten Taktik beschrieben, durch unwegsames oder unpassierbares Gelände geschützt, um sicherzustellen, dass zumindest ein Flügel sicher blieb.[61]

Das Hauptziel der römischen Taktik bestand darin, die gegnerische Kampflinie zu durchbrechen. Die Umgehung einer Flanke zwang das gegnerische Zentrum, an zwei Fronten oder auf engem Raum zu kämpfen, wodurch eine Situation entstand, von der man sich nur schwer erholen konnte. Selbst für die gut ausgebildete römische Armee war es eine Herausforderung, die Taktik während einer Schlacht zu ändern. Die einzigen Einheiten, die effektiv verlegt werden konnten, waren Reserven oder solche, die noch nicht eingesetzt waren. Die wichtigsten Entscheidungen des Feldherrn betrafen daher die ursprüngliche Aufstellung der Truppen. Wurde eine Schwachstelle in der feindlichen Linie erkannt, so wurde sie durch die Konzentration stärkerer Kräfte gegen diese Schwachstelle ausgenutzt. In ähnlicher Weise setzten die Römer Täuschungsmanöver ein, um den Feind über ihre Kampflinie in die Irre zu führen, indem sie Truppenaufstellungen oder die Größe ihrer Streitkräfte verschleierten. Die Einheiten konnten dicht gedrängt nebeneinander stehen, um weniger zu erscheinen, oder weiter auseinander stehen, um größer zu wirken. Auch Überraschungstaktiken waren üblich; kleine versteckte Einheiten konnten plötzlich mit Staub und Lärm auftauchen und so den Anschein von Verstärkung erwecken.
Sobald die feindliche Linie durchbrochen war, vermied die römische Taktik, den Feind vollständig einzukesseln. Das Belassen eines Fluchtweges stellte sicher, dass der Feind eher fliehen würde, als auf Leben und Tod zu kämpfen. Die sich zurückziehenden Soldaten konnten dann von der an den Flanken stationierten römischen Kavallerie verfolgt und angegriffen werden. In Situationen, die einen Rückzug vor dem Feind erforderten, betonte Vegetius die Bedeutung von Geschick und Täuschung.
Besonderes Augenmerk wurde auf die Gefahren beim Marschieren gelegt. Da jede Armee während eines Marsches am verwundbarsten ist, waren besondere Vorsichtsmaßnahmen erforderlich. Aufklärung war und das Erstellen eines Geländeplans war unerlässlich. Örtliche Führer, sofern sie eingesetzt wurden, waren genau zu überwachen, da sie aus Unkenntnis oder Absicht irreführende Informationen geben konnten. Die Marschroute wurde geheim gehalten, und starke Trupps wurden vorausgeschickt, um nach möglichen Fallen oder Hinterhalten Ausschau zu halten.
Die Marschordnung war sorgfältig strukturiert. Die Kavallerie führte den Weg an, gefolgt von der Infanterie, wobei der Gepäckzug in der Mitte stand und von den besten Einheiten der Truppe geschützt wurde. Da Angriffe von hinten wahrscheinlicher waren, wurde der Gepäcktransport von den Seiten und einer Nachhut bewacht. Die Diener, die den Zug begleiteten, wurden darauf geschult, ihre Positionen zu halten und bei einem Angriff nicht in Panik zu geraten, um Unruhen in der Truppe zu vermeiden. Das Marschtempo wurde koordiniert, um den Zusammenhalt der Armee aufrechtzuerhalten und zu verhindern, dass sie sich in verwundbare Teile aufspaltet. Die Entfernungen wurden so berechnet, dass sie den Schwierigkeiten des Geländes Rechnung trugen, ausreichend Zeit für das Erreichen des Ziels ließen und vor allem im Sommer genügend Wasser für Männer und Pferde bereitstellten.

## Ausrüstung
Die römische Armee des 1. und 2. Jahrhunderts n. Chr. verfügte über eine breite Palette von Waffen und Werkzeugen, die sorgfältig auf Effizienz, Haltbarkeit und Vielseitigkeit im Kampf ausgelegt waren. Diese Waffen wurden in der gesamten Armee standardisiert, um eine einheitliche Ausbildung, eine einfache Herstellung und eine gleichbleibende Leistung auf dem Schlachtfeld zu gewährleisten. Das Arsenal umfasste Offensiv- und Defensivwaffen, die von persönlichen Waffen bis hin zu groß angelegter Belagerungs- und Schiffsausrüstung reichten und die Anpassungsfähigkeit und das technische Können der römischen Streitkräfte widerspiegelten.

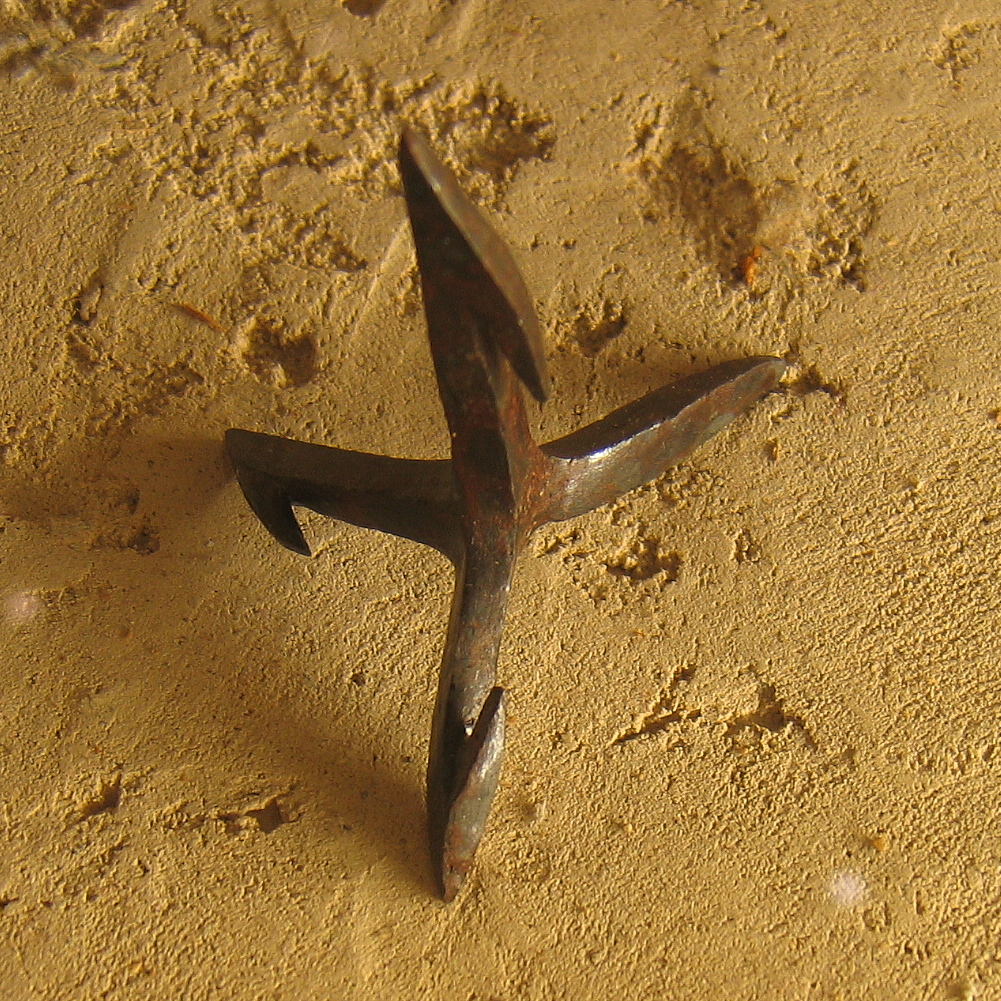
Römischer Krähenfuss

Der Gladius, die Hauptwaffe der römischen Infanterie, war ein kurzes, zweischneidiges Schwert mit einer spitzen Spitze und einer Länge von 45-60 cm. Es wurde für den Nahkampf entwickelt und zeichnete sich durch Stich- und Stoßangriffe aus, die tödlicher waren und weniger Platz benötigten als Hiebe. Der Gladius wurde in einer Scheide an der rechten Seite des Körpers getragen und konnte während des Kampfes schnell gezogen werden. Ergänzt wurde der Gladius durch das Pilum, einen schweren, etwa 2 m langen Wurfspeer mit einem dünnen Eisenschaft, der sich beim Aufprall verbog, um eine Wiederverwendung durch den Feind zu verhindern. Römische Soldaten benutzten das Pilum, um feindliche Formationen aufzulösen, bevor sie in den Nahkampf gingen. Für berittene Truppen war die Spatha, ein längeres Schwert von 75-100 cm Länge, die Waffe der Wahl. Seine größere Reichweite machte es zu einer effektiven Hieb- und Stichwaffe zu Pferd und beeinflusste später das Design mittelalterlicher europäischer Schwerter. Ebenfalls Verwendung fand die Lancea (leichter Speer) mit einer Länge von etwa 1,8 m. Sie eignete sich zum Werfen oder Stoßen über den Arm, während man angriff.
Der Pugio, ein kleiner Dolch mit einer etwa 20-25 cm langen Klinge, diente als Zweitwaffe. Der Dolch war in erster Linie ein Gebrauchsgegenstand, konnte aber auch als letzte Waffe im Nahkampf eingesetzt werden und war oft verziert, um Rang oder Status zu signalisieren. Römische Bogenschützen, insbesondere Hilfstruppen, verwendeten Kompositbögen aus Holz, Horn und Sehnen, mit denen sie Pfeile mit Eisenspitze mit großer Wucht über große Entfernungen abschießen konnten. Diese Bögen waren sowohl bei Belagerungen als auch bei Kämpfen auf offenem Feld von entscheidender Bedeutung.

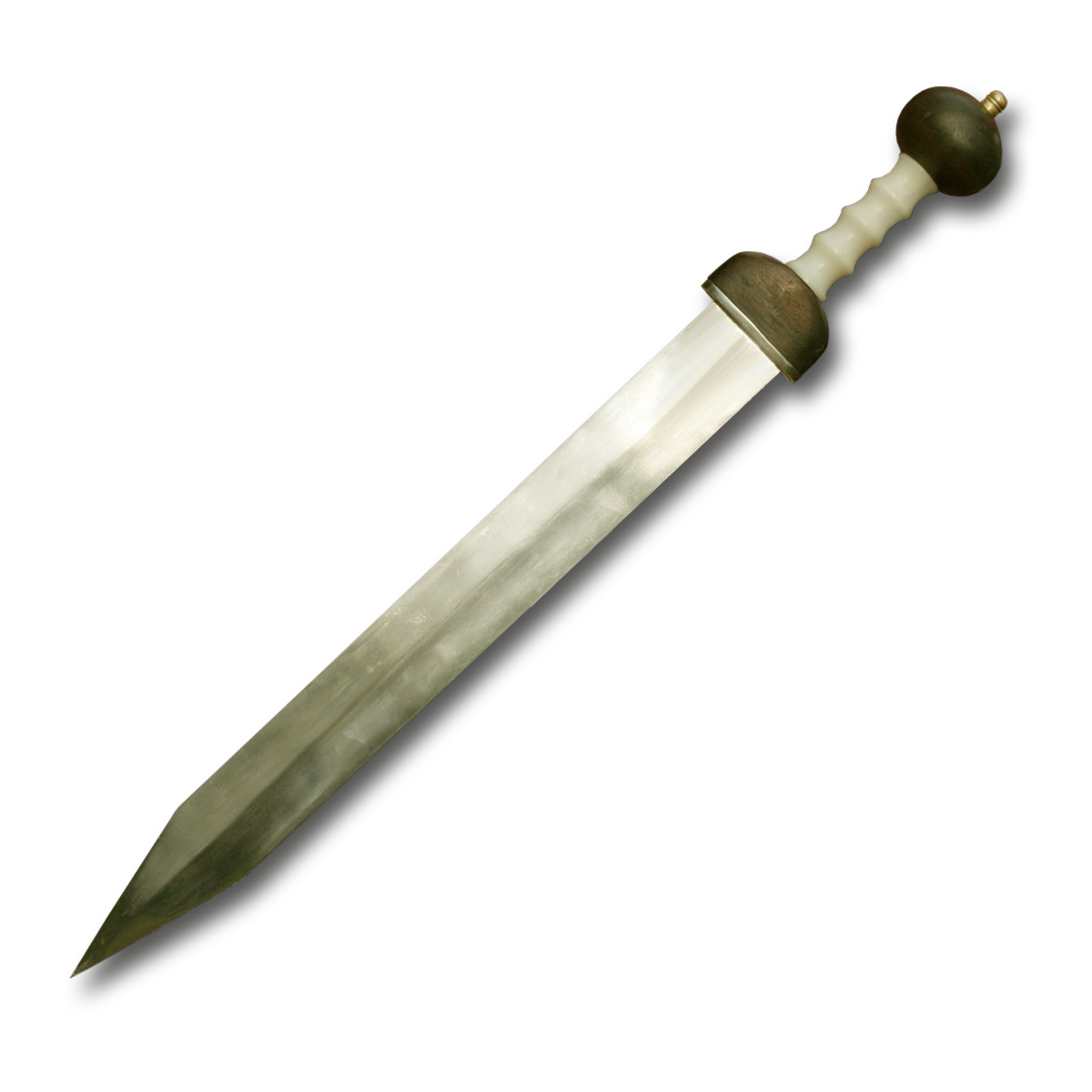
Ein römischer Gladius

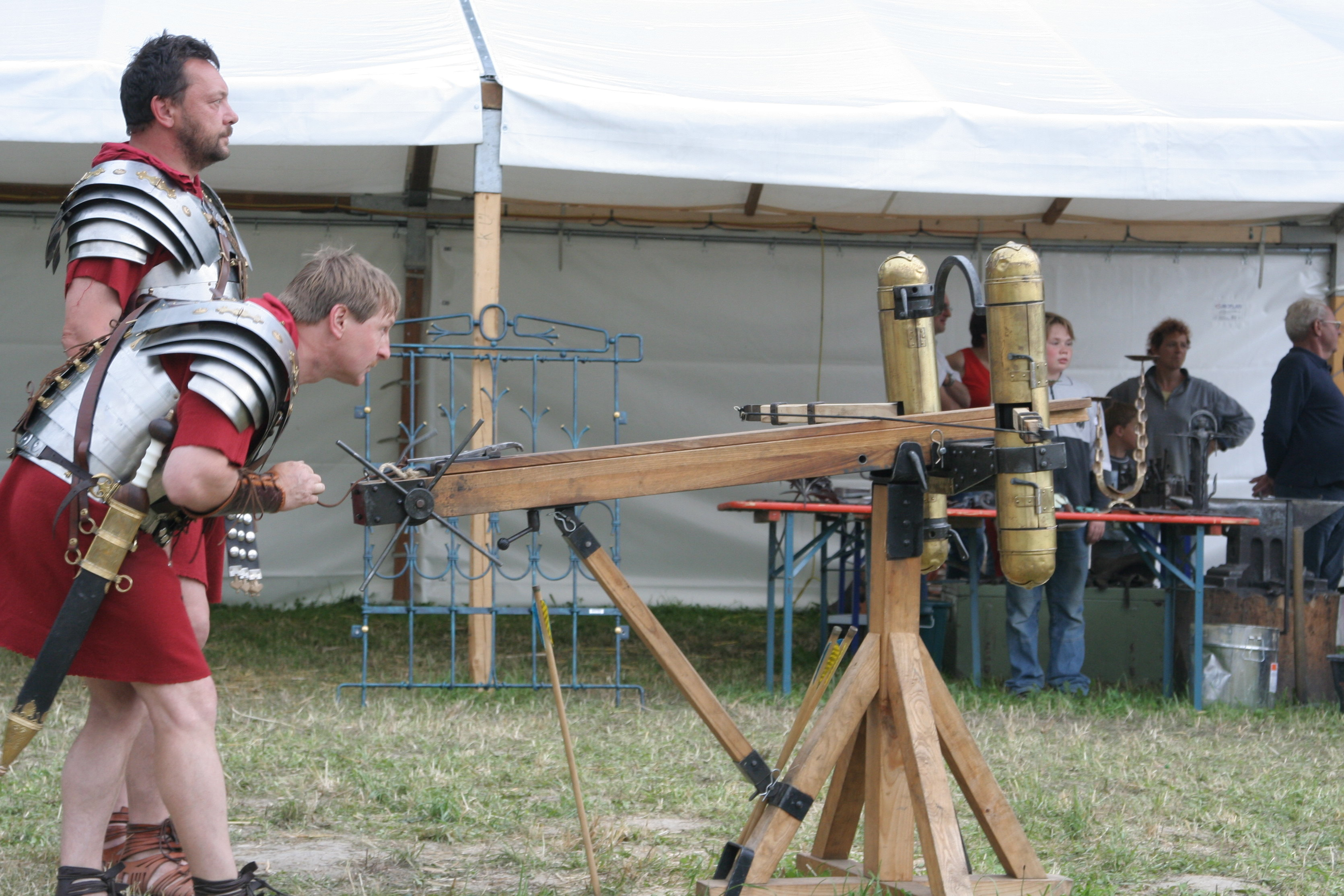
Nachbau einer römischen Ballista

Für die Belagerung und die Artillerie wurde der Skorpio, ein kleines Katapult mit Torsionsantrieb, verwendet, um Bolzen oder kleine Steine mit Präzision auf mittlere Entfernungen abzuschießen. Er war kompakt und tragbar und war besonders bei Belagerungen oder beim Anvisieren feindlicher Formationen wirksam. Bei größeren Operationen kam die Ballista zum Einsatz, eine durch Torsion angetriebene Belagerungswaffe, mit der Steine oder Bolzen über große Entfernungen geschleudert werden konnten. Mit mehreren Soldaten besetzt, war die Ballista entscheidend, um Mauern zu durchbrechen, feindliche Verteidigungsanlagen zu zerstören oder große Gruppen von Soldaten anzugreifen. Eine tragbarere Version, die Cheiroballistra, wurde von zwei Soldaten bedient und diente der Fernunterstützung bei Belagerungen und Feldschlachten. Die Dolabra, ein vielseitiges Werkzeug, das einer Spitzhacke ähnelte, war für technische Aufgaben wie Graben und Schneiden unerlässlich, konnte aber bei Bedarf auch als Nahkampfwaffe eingesetzt werden.
Zur Verteidigungsausrüstung gehörten Schilde wie das Scutum, ein großer, rechteckiger Schild, der von Legionären verwendet wurde. Er war 1,2 m hoch und 0,6 m breit und bestand aus Holzschichten, die mit Leder oder Segeltuch überzogen und mit einem Metallbuckel (Umbo) verstärkt waren. Die geschwungene Form bot einen ausgezeichneten Schutz und ermöglichte es den Soldaten, enge Formationen wie die Testudo zu bilden. Hilfstruppen benutzten den Clipeus, einen kleineren, ovalen oder runden Schild, der leichter und wendiger als das Scutum war und sich daher ideal für Plänkler oder Kavallerie eignete.

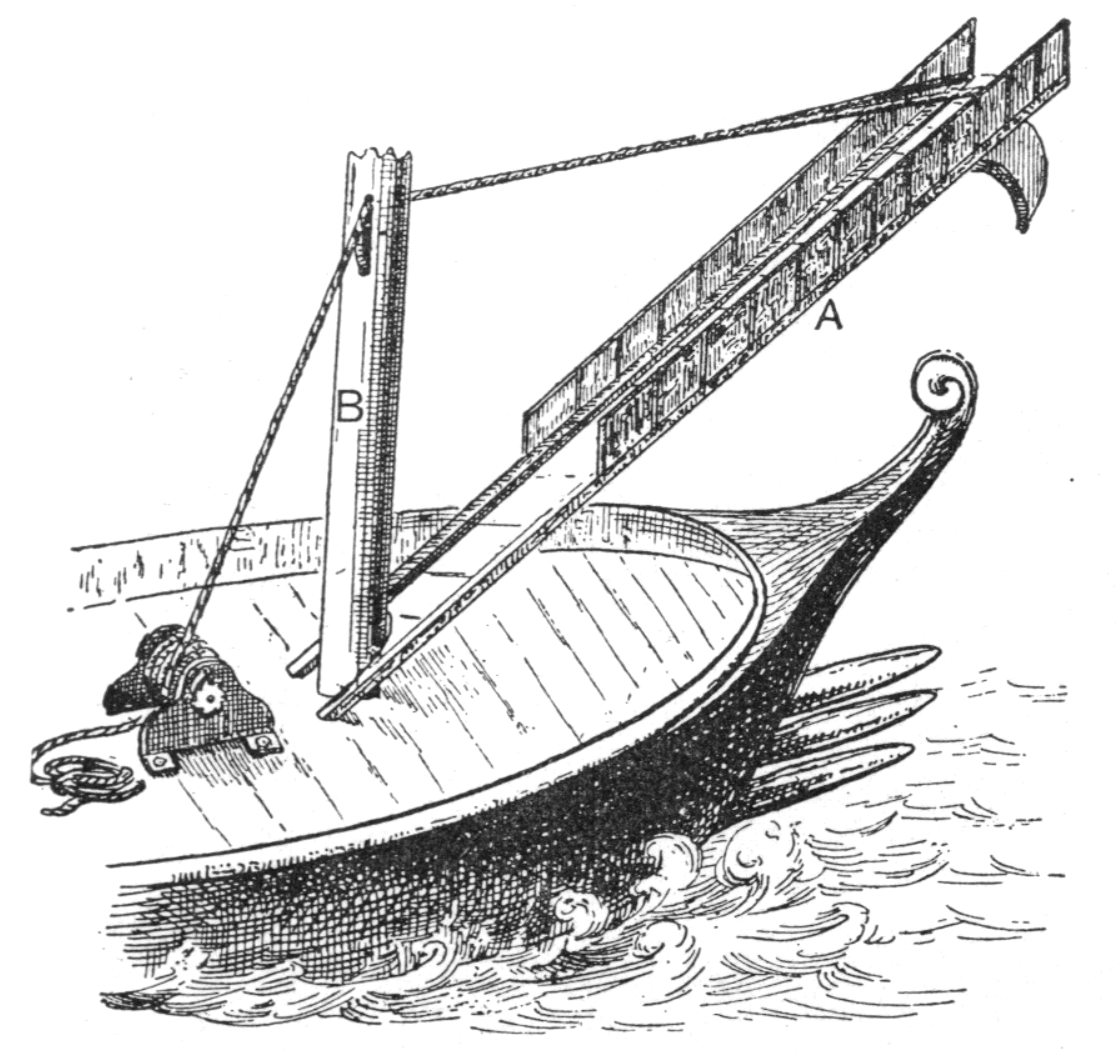
Römischer Corvus

In der Seekriegsführung gab es mehrere spezielle Waffen und Werkzeuge. Der Corvus, eine Entervorrichtung, bestand aus einer Holzplanke mit einem Dorn am Ende, der auf ein feindliches Schiff geworfen wurde, um es zu sichern. Auf diese Weise konnten römische Marinesoldaten an Bord gehen und den Nahkampf aufnehmen, in dem sich ihre Fähigkeiten als Infanteristen auszeichneten. Kriegsschiffe waren außerdem mit Ballisten und Katapulten ausgestattet, die auf ihren Decks montiert waren, um große Steine, oder Bolzen auf feindliche Schiffe zu schleudern und so Schäden und Chaos zu verursachen, bevor sie geentert wurden. Das Rostrum, ein bronzener Rammsporn, der am Bug der römischen Schiffe angebracht war, diente dazu, den Rumpf des Gegners zu zerbrechen oder seine Manövrierfähigkeit während des Gefechts zu beeinträchtigen.
Zu den Verteidigungstaktiken gehörten auch spezielle Werkzeuge wie Krähenfüße (tribuli), kleine, mit Stacheln versehene Geräte, die auf dem Boden verstreut wurden, um feindliche Soldaten oder Pferde zu verletzen. Mit ihren nach oben gerichteten Stacheln waren sie äußerst wirksam, um anrückende Truppen oder Kavallerie zu verlangsamen, und wurden häufig zum Schutz von Lagern oder Verteidigungsstellungen eingesetzt. Bei Belagerungen setzten die Römer Belagerungstürme (turris) ein, zum Schutz überdachte Konstruktionen auf Rädern, die an der Spitze mit Projektilwaffen wie Katapulten ausgestattet waren, um feindliche Mauern zu erklimmen.